# Готелі Львова
Готелі Львова — мережа готелів міста Львова.

## Історія розвитку
До приходу Австрії у Львів готелів у місті не існувало. Були заїжджі двори, що могли прийняти мандрівника на нічліг, але прирівнювати їх до готелів, навіть по мірках того часу безглуздо. Перший справжній готель у Львові з'явився у 1785 році.

### 1785рік

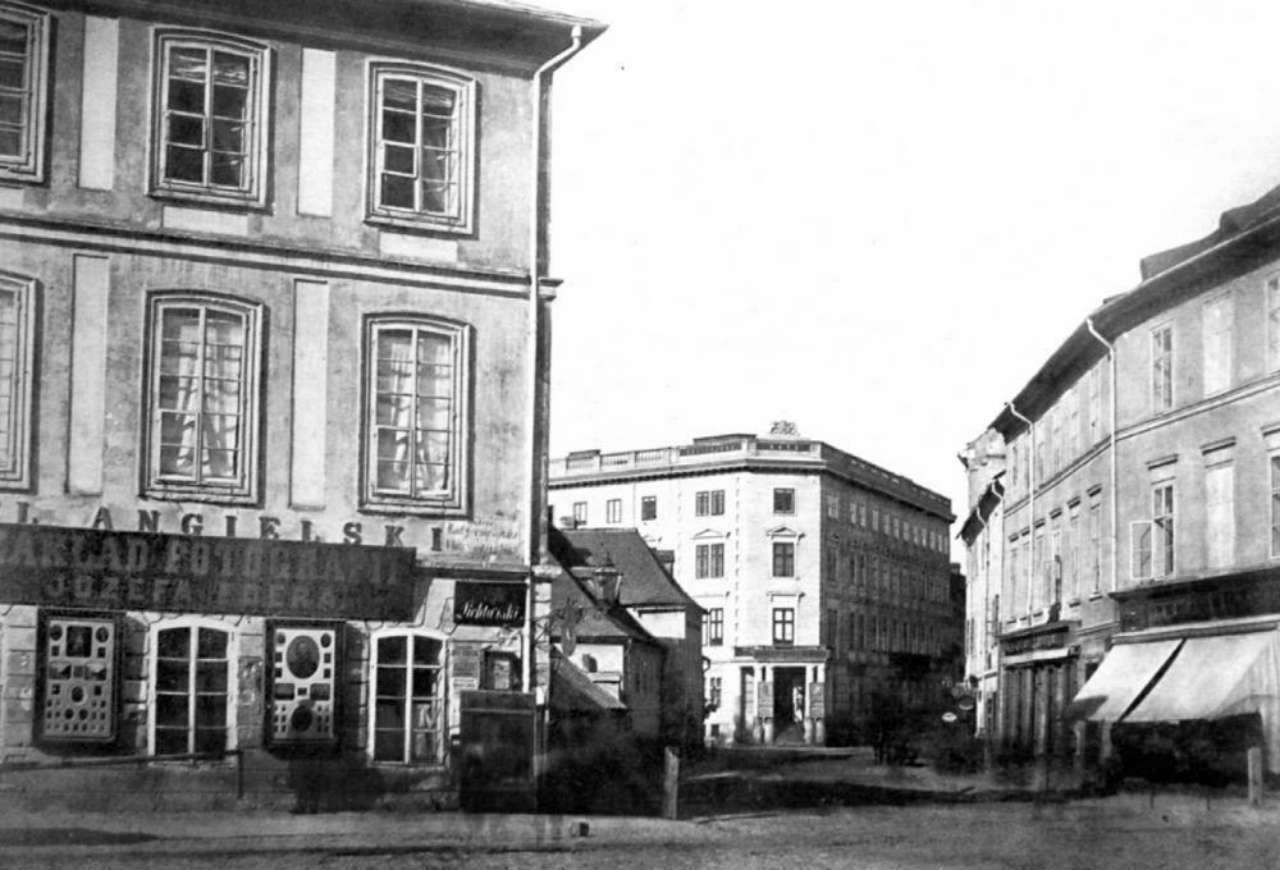
Львів, готель Англійський (проспект Свободи, 15).

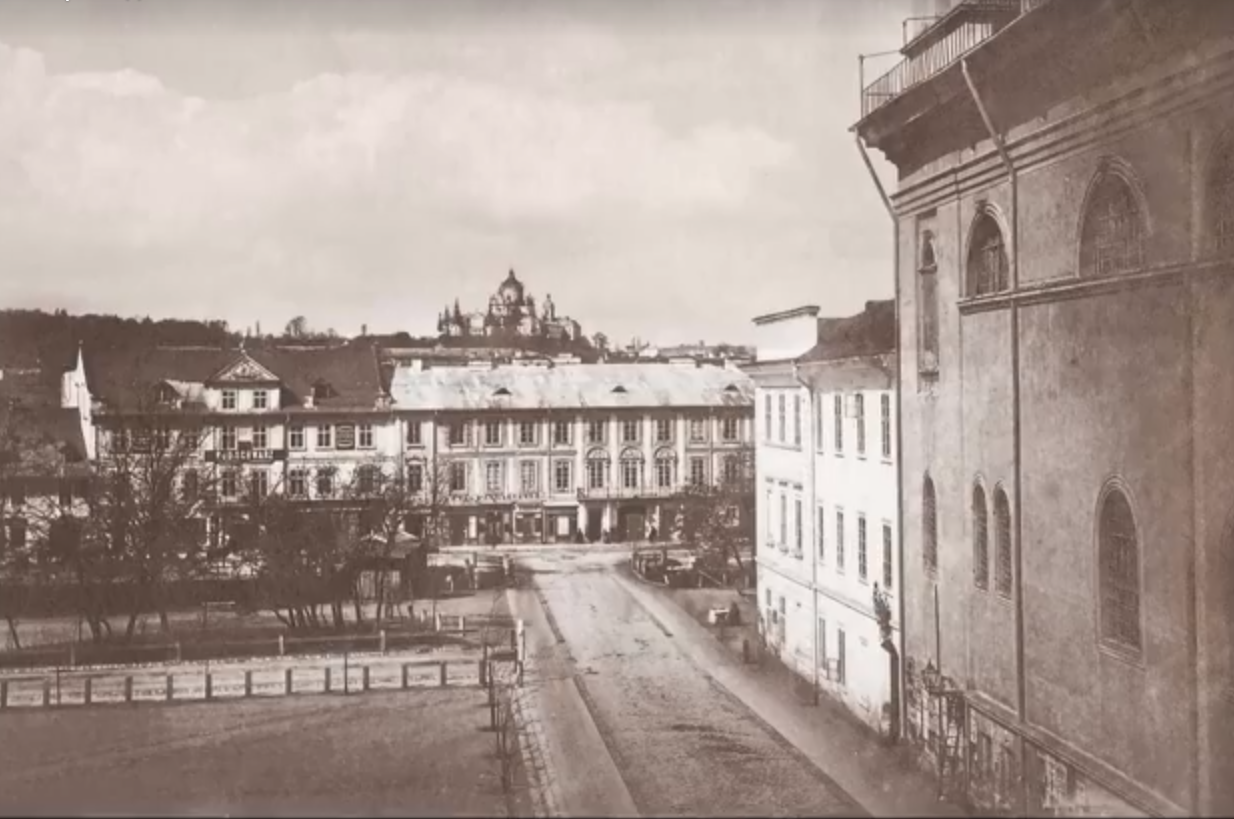
Готель Англійський (Львів),

Під римським цезарем — знаходився на вул. Кароля Людвіка 15 (сучасний пр. Свободи 15). Триповерхова будівля готелю була споруджена підприємцем Йоганном (Яном) Прешелем на місці де до того знаходився, так званий Альвертівський двір, який належав Юрію Потоцькому, в котрого Прешель і викупив цю ділянку. Для будівництва готелю використали цеглу розібраного шпиталю Святого Духа на теперішній площі Івана Підкови, що було звичайною практикою того часу. Готель зображено на літографії К. Ауера (дальня перспектива). Після смерті Прешеля будівлю готелю зайняла генеральна військова комендатура, яка розміщувалась в будівлі до 1839 року. Військові обнесли будинок готелю та залишки Альвертівського двору високою кам'яною стіною. У 1840 році підприємець Фелікс Лянг вирішив повернути будівлі її готельне призначення. Для цього в тому ж році архітектором Вільгельмом Шмідтом була проведена реконструкція споруди та розібрано мур, зведений військовими. Оскільки імперія Габсбургів на той час уже перестала зватися «Священно-Римською імперією», готель, до 1848 року, перейменовано на готель Англійський / Hotel Angielski, що мав сто умебльованих номерів. Після того як у 1848 році у Львівській ратуші виникла пожежа, в готелі Англійському деякий час розташовувався магістрат. Принаймні з 1875 року в готелі знаходився ресторан. До 1880 року власником готелю була родина Барончів. Щонайменше в 1875 році відносився до категорії другорядних готелів. Будівля готелю знесена до 1889 року. Сьогодні на місці готелю знаходиться Музей етнографії на проспекті Свободи. Слід зазначити, що наприкінці XIX століття (в силу знесення споруди) готель Англійський було перенесено на вул. Кароля Людвіка 25 (сучасний пр. Свободи), де до того часу діяв інший готель Під білим конем (готель Келлера). До 1935 року готель Англійський імовірно переносили ще один раз так як в тогочасних путівниках Львова він згадується за адресою вул. Камінського 3 (сучасна вул. Яна Жижки).

### 1793рік
В межах міста Львова (не беручи до уваги околиці), крім готелю Під римським цезарем працював щонайменше один заїзджий двір, а саме:

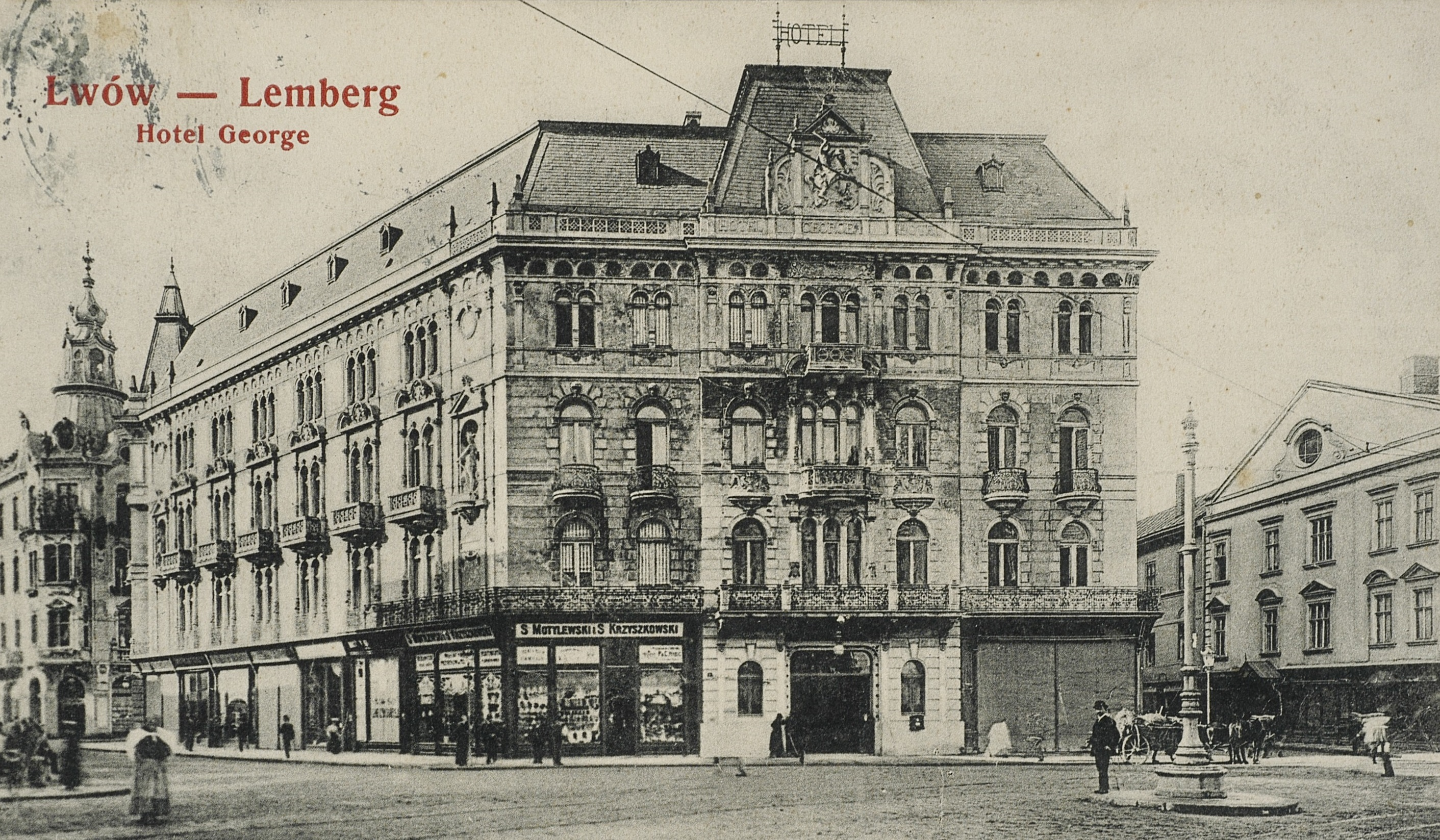
Готель Жорж (Львів), 1907

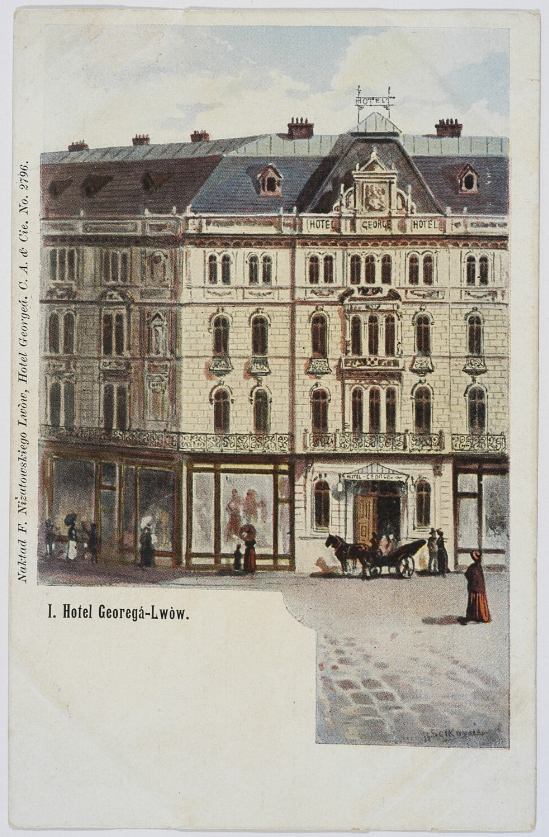
Готель Жорж (Львів), 1900 рік

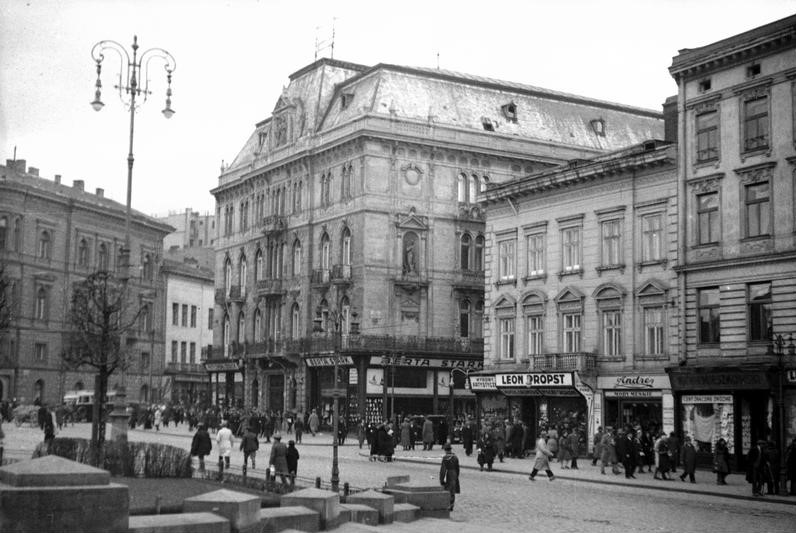
Готель Жорж на пл. Марійській (Львів)

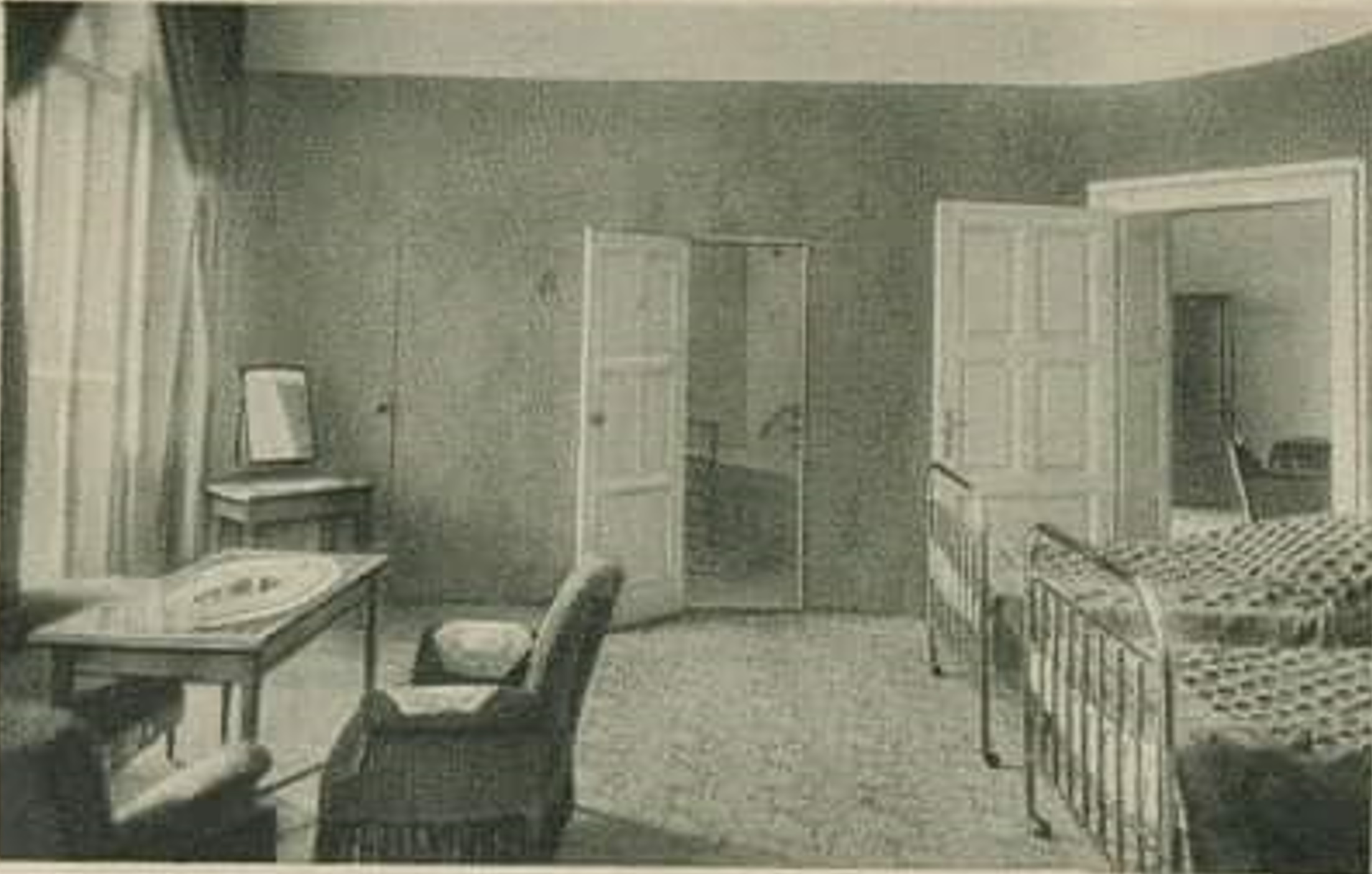
Номер в готелі Жорж

1. Заїжджий двір Під Трьома Гаками — імовірно діяв з 1793 року до часу знесення (до 1812 року). У 1812 році на цьому місці побудовано нову споруду, яку перейменовано на готель Російський / Hotel De Russie / Hotel Rosyjski[4][5] (згодом, в жовтні 1862 році[6][7], вчергове перейменовано на готель Жорж Гоффман / Hotel George Hoffmann[8] в честь свого власника з 1816 року, який ще пізніше, щонайменше з 1868 року, іменовано готель Жорж / Hotel George'a) — знаходився на пл. Марійській 1 (сучасна пл. Міцкевича 1) і діяв в старій будівлі до часу її знесення з метою спорудження нової споруди готелю (1899 рік). Починаючи від 1864[9] року перший поверх було зайнято різноманітними крамницями. У 1872 року проведено перепланування першого поверху, пов'язане зі створенням єдиного центрального входу. При цьому бокові заїзди було закладено і перетворено на торгові приміщення. 1874 року до готелю прибудовано довгий двоповерховий флігель із фасадом на південно-західній межі ділянки. Протягом 1881–1883 років прибудовано ще два флігелі (три- і чотириповерховий), внаслідок чого готель став великою замкнутою спорудою із внутрішнім двором. 1888 року проведено реконструкцію перекриття та даху головного (найстарішого) будинку. Принаймні з 1875 року в готелі знаходився ресторан. З 1876 до 1878 року в готелі діяла «Книгарня Владислава Белзи». Щонайменше з 1894 року відносився до категорії першорядних готелів. У 1901 році споруджено нову будівлю готелю Жорж. Готель працював станом на сьогодні. З 8 січня 1901 року (дата відкриття) номери коштували від 6 до 24 ринських. В 1906 р. архітектор Іван Левинський надбудував третій і четвертий поверхи над частиною будівлі з боку півдня. В цьому ж році інженер Володимир Підгородецький реконструював покриття над основною частиною будинку. Станом на 1914 рік вартість проживання становила від 3.00 крон. Принаймні з 1816 року і до початку XX століття власником знесених та новозбудованих готелів була родина Гоффманів. В львівських газетах повідомляли, що: «5 листопада 1919 р. знаний шахрай Маркус Фершейн видурив у гостя готелю Ромуальда Чайковського 200 корон завдатку за 150 кг білого цукру. Результат — ні „купця“, ні цукру, ані завдатку», а також, що: «13 вересня 1929 р. відбувся сенсаційний влам у готель Жорж. Вранці власник крамниці дамського одягу, що в готелі Жорж, Якоб Постамент виявив, що вкрадено йому багато дорогого вбрання, у тому числі хутра. Слідство виявило, що злодій дав себе замкнути в крамниці звечора і протягом ночі встиг розбити касу, в якій було 4100 румунських лей, поцупити діамантовий перстень, велику кількість бобрових шкурок, плащ на хутрі вартістю 1 500 000 марок та кілька дорогих дамських плащів. Загальна шкода виносить близько 10 мільйонів марок. За висновком поліції злодіїв було двоє. Спакувавши речі, вони розбили залізні двері з магазину до внутрішнього подвір'я і вибралися з готелю крізь лабіринт пивничних закамарків на вулицю». В 1927–1929 рр. переплановано внутрішні приміщення, надбудовано п'ятий поверх з боку півдня. Читальний зал та ресторан готелю 1932 р. перебудовано за проектом архітектора Тадея Врубеля. Реконструкції проводилися також в 1940–1950-ті рр. і в 1990-ті рр. В період радянської окупації 1940 р. готель одержав назву Львів, а в 1945 році знову перейменовано на Інтурист. З 1995 року — повернуто історичну назву готель Жорж. В готелі (як в попередньому, так і в існуючому будинку) зупинялося багато відомих особистостей, зокрема: Оноре де Бальзак, Ференц Ліст, Етель Ліліан Войнич, Моріс Равель, Жан-Поль Сартр, Ян Кєпура, шах Ірану Музаффер ед-дін, Юзеф Пілсудський, Микита Хрущов, Олександр Корнійчук.[10][11][12][13][14][15]

### 1858рік

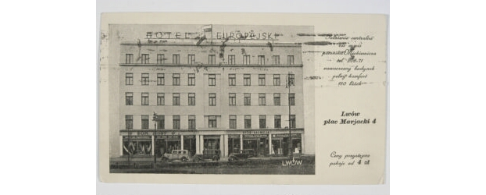
Готель Європейський (Львів), 1936

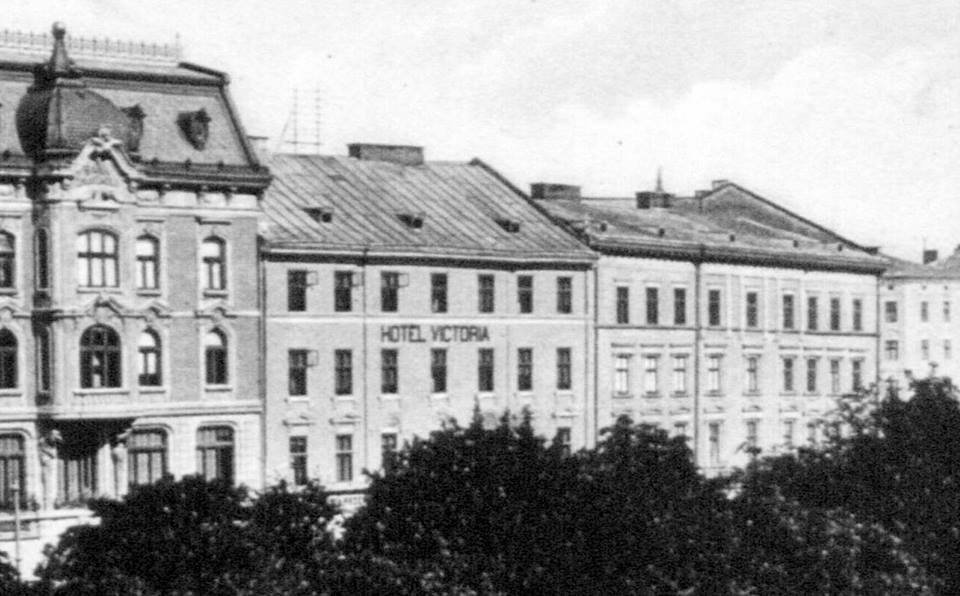
Готель Вікторія

1. Готель Європейський / d'Europe / Hotel Europejski (попередня назва станом до 1875 року готель Дреснер / Hotel Dresner) — знаходився на пл. Марійській 4 (сучасна пл. Міцкевича 4). Щонайменше з 1875 року в готелі знаходився ресторан Альснера / Alsnera. Принаймні з 1894 року відносився до категорії першорядних готелів. Станом на 1911 рік рестораном управляв Хенрик Герлах (Henryk Gerlach), сніданок коштував 70 гелерів, обід — від 2.80 крон. Принаймні станом на 1911-1914 роки власником готелю був Альберт Шковронь (Albert Szkowron), а вартість проживання стабільно становила від 2.40 до 12 крон. 1920 готель придбав купець Антоній Увєра. Станом на 1934 рік вартість номера починалась від 4 польських злотих. У 1935 році архітектор Ф.Касслер розробив проект, було зроблено перепланування, укріплено фундаменти, надбудовано 5-й поверх. Докорінно перебудовано сходову клітку. Фасад обшито плитами зі штучного каменю, а вестибюль оздоблено алебастром. Фасад було повністю перероблено у стилі функціоналізму. В період радянської окупації (50-х — 80-х роках XX століття) перейменовано на готель Україна. Станом на сьогодні розміщується Львівська регіональна філія «Укрексімбанку».[16]
2. Готель Ланга / Hotel Langa — знаходився на пл. Марійській (сучасний пр. Свободи 6/8);[9][17] Згодом у 1893 році перейменовано на готель Вікторія / Hotel Victoria — знаходився на вул. Гетьманській 8 (сучасний пр. Свободи 6/8). Станом на 1911 -1914 роки: в готелі знаходилась домашня кухня; власник готелю — Кароль Швідзіньскі (Karol Swidzinski); вартість проживання стабільно становила від 2.40 крон. Будівля готелю на сьогоднішній день знесена.
3. Готель (в деяких джерелах — заїжджий двір) Кухна / Hotel Kuhna — знаходився на вул. Кароля Людвіка (сучасний пр. Свободи);
4. Готель молдавський / Hotel moldawski;
5. Готель Сливінського / Hotel Śliwińskiego;[18]
6. Готель подільський (в деяких джерелах — Подільський заїзджний двір) / Hotel podolski (Podolski zajazd) — знаходився на вул. Чарнецького (сучасна вул. Володимира Винниченка). Згодом, принаймні в 1935 році, в джерелах згадується робота Готелю подільський / Podolski, який знаходився за іншою адресою на вул. Городоцькій 91 (сучасна вул. Городоцька);[10][11][19]
7. Готель під білим конем / Hotel pod białym koniem (готель Келлера) — знаходився за адресою вул. Кароля Людвіка 25 (сучасний пр. Свободи). Наприкінці ХІХ ст. сюди перенесено готель Англійський;[20][21][22]
8. Готель під тигром / Hotel pod tygrysem, знаходився на пл. Марійській (сучасна пл. Міцкевича) навпроти готелю Жорж. При готелі працював ресторан, де зустрічалися львівські літератори. Був знесений до 1871 року (на його місці Будівничий банк спорудив дві кам'яниці);[23][24]
9. Готель Криницького / Hotel Krynickiego;[25]
10. Готель Міліковського / Hotel Milikowskiego;[26][27]
11. Під залізничною колією / Pod kolei żelazną;[4]
12. Під оленем / Pod jeleniem (в газетах 1864 року згадується назва Під золотим оленем / Pod zlotym jeleniem);[28][29]
13. Будинок (в деяких джерелах — Готель) Лещинського / Dom (Hotel) Leszczyńskiego;[30]
14. До Гросханда / do Groshanda;[31]
15. До Сусмана / do Süssmanna;
16. До Ванка / do Wanka;[32]
17. До Маргошеса / do Margoszesa.[33]

Також у той час у Львові приймали туристів заїзні будинки, зокрема: № 181 2/4, № 182 2/4, № 186 2/4, № 512 4/4, № 514 4/4, № 176 2/4.
Поряд з готелями та заїжджими будинками гостей в місті приймали для проживання в приватних помешканнях.
Список осіб які приїхали та від'їхали зі Львова систематично оприлюднювався в місцевій газеті «Газета Львівська» (Gazeta Lwowska).

### 1859рік

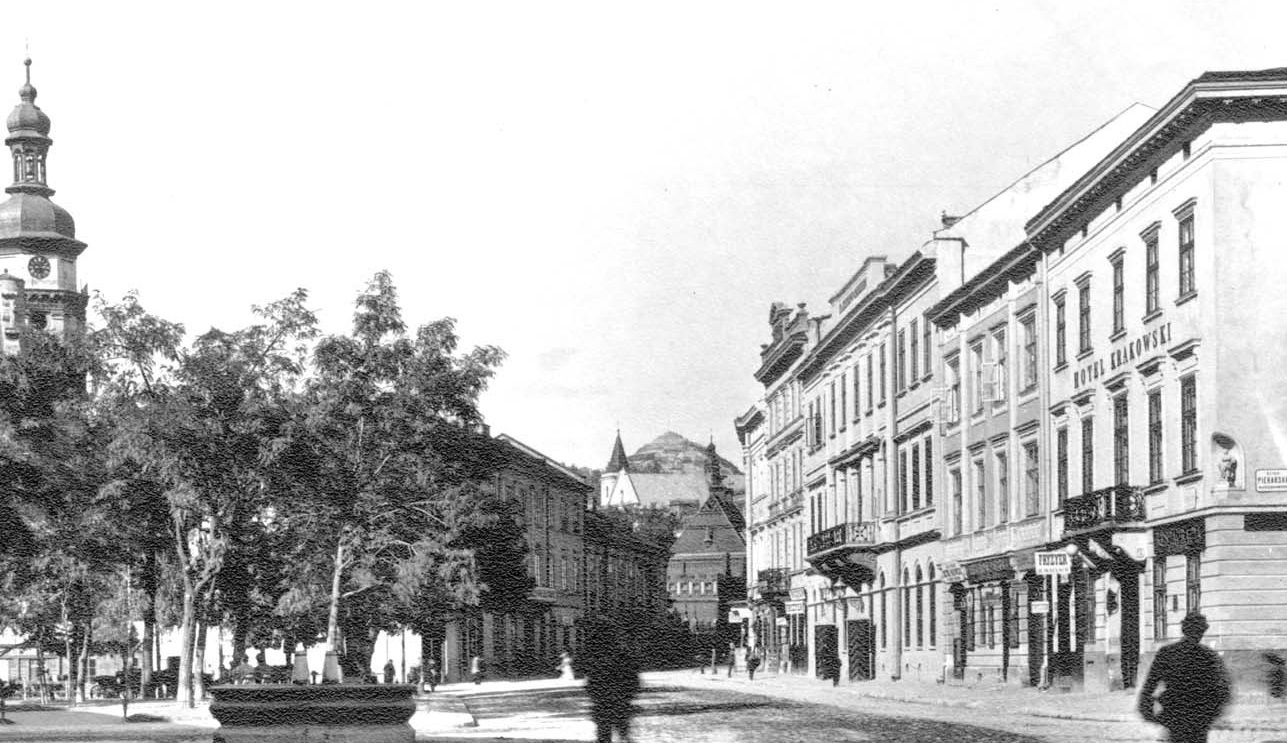
Готель Краківський до 1911 р.

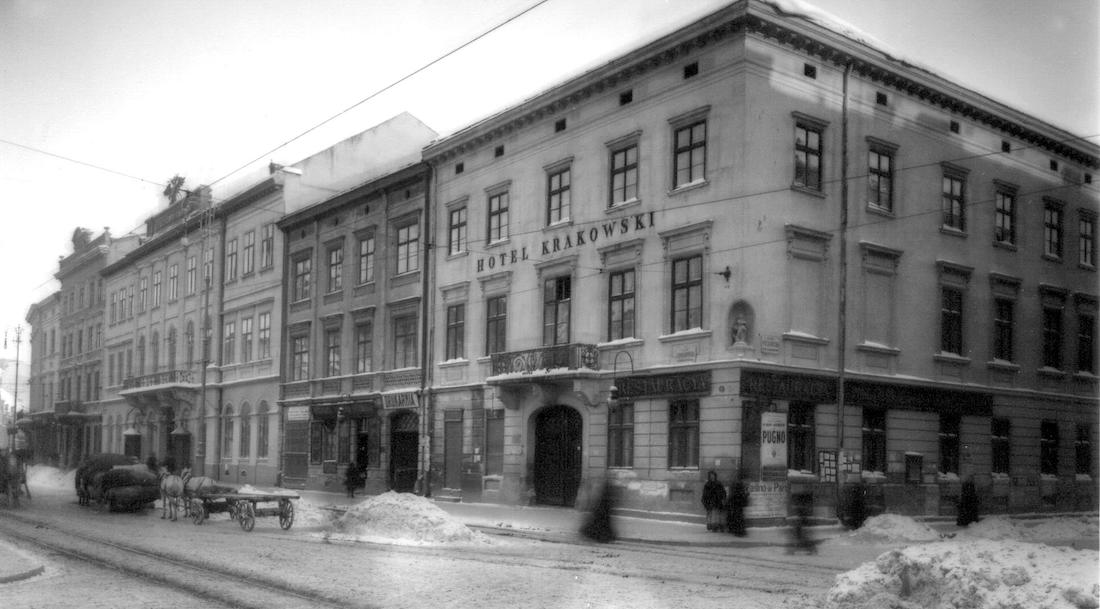
Готель Краківський до 1911 р.

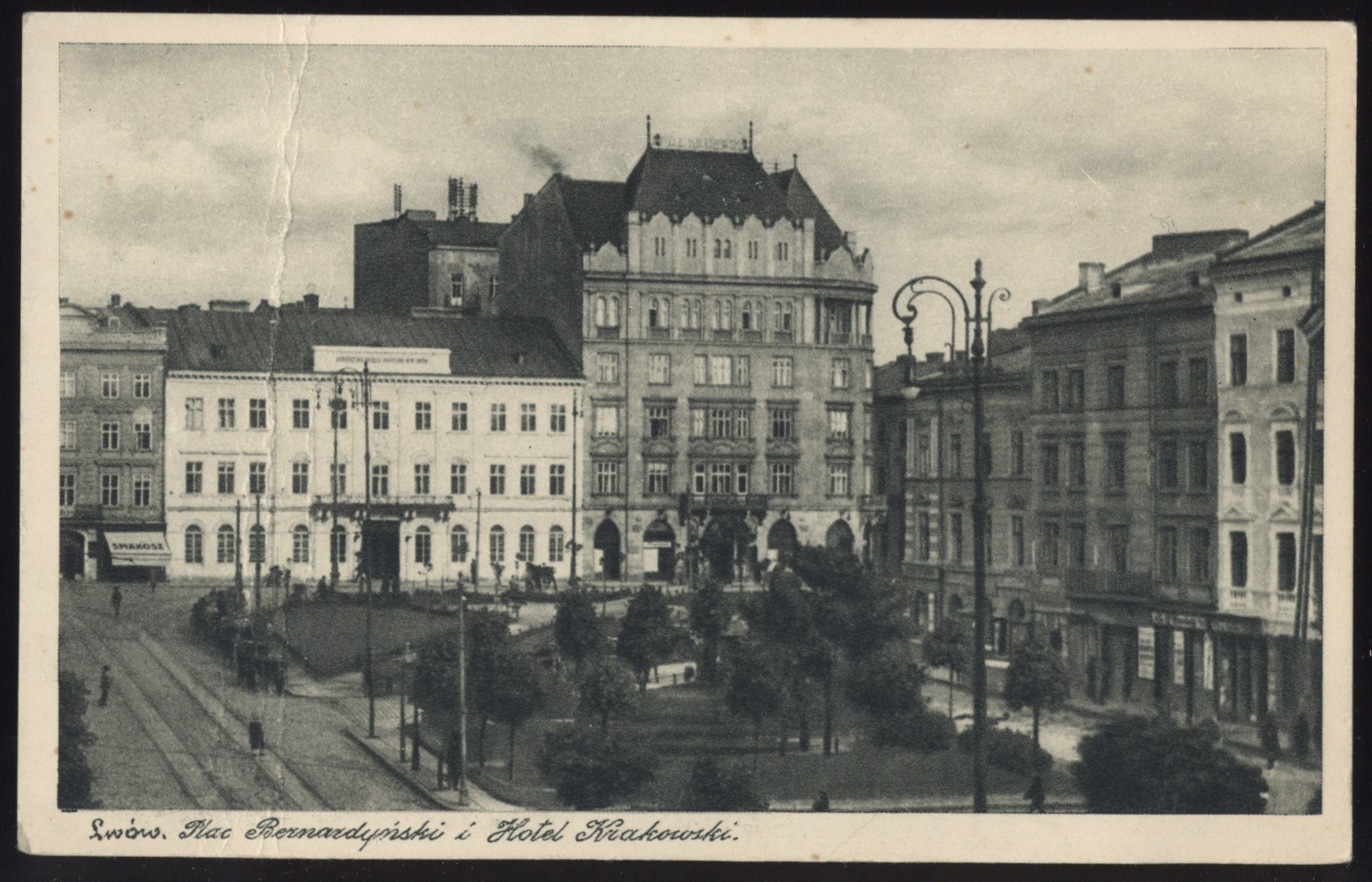
Готель Краківський після 1911 р.

В тогочасній газеті згадується також діяльність готелю Краківський / Krakowski — знаходився на розі вул. Пекарська 2 і пл. Бернардинська 8 (сучасна пл. Соборна). Готель мав три поверхи, в ньому знаходився ресторан, був заїзд для фур та екіпажів, вартість проживання становила від 1.60 до 6 крон. Згодом до 1911 року (в деяких джерелах — до 1914 року) будівля була розібрана разом з суміжним будинком Генерального військового командування Галичини (пл. Соборна 6) — і на місці двох триповерхових кам'яниць у стилі казенного австрійського класицизму звели новий готель Краківський / Hotel Krakowski, який вважали найбільш елегантним у місті. З того часу готелю присвоєно адресу пл. Бернардинська 7 (сучасна пл. Соборна 7). За часів радянської окупації і до сьогодні тут знаходиться апеляційний суд Львівської області.
Також у той час у Львові приймали туристів заїзні будинки, зокрема: № 179 2/4, і № 111 4/4.

### 1864рік
В тогочасній газеті згадується також діяльність готелю Манщ / Hotel Mansch.
Також у той час у Львові зокрема приймав туристів заїзний будинок № 672 2/4.

### 1868рік

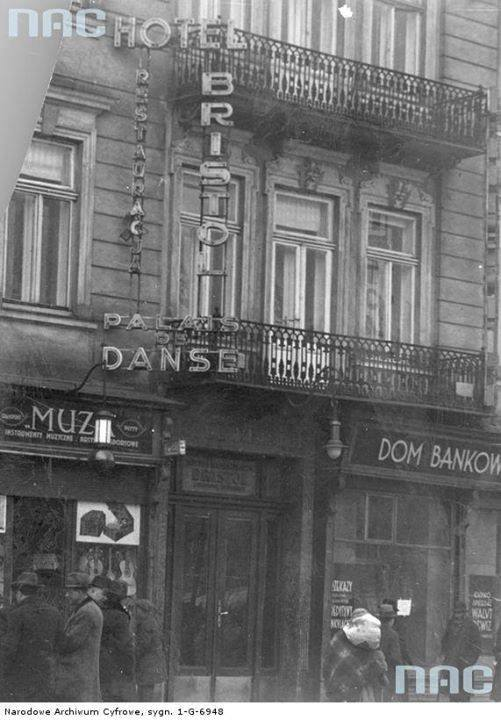
Вхід до готелю Брістоль

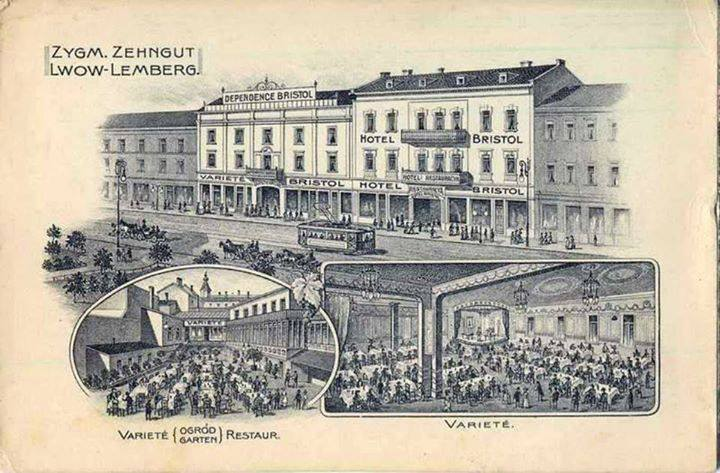
Реклама готелю Брістоль

Готель Під чорним орлом / Pod czarnym orlem — знаходився за адресою вул. Кароля Людвіка 19 і 21 (сучасний пр. Свободи). В першій половині ХІХ ст. належав родині Барончів. В 1900 році перейменований на готель Брістоль / Hotel Bristol. Станом на 1900 -1939 роки власник був Зигмунт Ценгут (Zygmunt Zehngut). В той час готель обладнаний електричним освітленням, ліфтом, рекламував себе як «театр різноманітності впродовж 10 місяців на рік», вартість проживання становила від 2.40 (1911) або 2.46 (1914) до 10.00 крон. Після 1920 року ресторан носив назву — Палас де Данс Брістоль. У 1939 році готель та ресторан у ньому тимчасово припинили роботу. За часів радянської окупації готель з рестораном відновив свою роботу під назвою готель Першотравневий.
Також у той час у Львові зокрема приймали туристів заїзні будинки № 180 2/4, 509 4/4, 582 2/4.

### 1870рік
В тогочасних газетах згадується, що гостей приймає готель Варшавський / Warszawski (можливо заїзджий двір) — знаходився на вул. Чарнецького (сучасна вул. Володимира Винниченка). Згодом, щонайменше з 1894 року, в джерелах згадується про, можливо інший, готель Варшавський / Hotel Warszawski, що знаходився на пл. Бернардинській 5 (сучасна пл. Соборна 6), який принаймні з 1911 року був забезпечений заїздом для возів та екіпажів, а вартість проживання становила від 1.80 до 5.00 крон. Діяв принаймні до 1935 року.

### 1874рік
У Львові працював також готель Лазаруса / Lazarusa — знаходився на вул. Кароля Людвіка 23 (сучасний пр. Свободи).

### 1875рік
У Львові знаходились принаймні 8 готелів та заїжджих дворів. Зокрема Жорж, Англійський, Європейський, Ланга та:
Готель Національний / Hotel Narodowy — знаходився на вул. Кароля Людвіка 23 (сучасний пр. Свободи). Імовірно діяв станом на 1890 рік.

### 1886рік
Готель Французький / Hotel Francuski, знаходився на пл. Марійській 5 (сучасна пл. Міцкевича 5). Станом на 1911 рік: власником готелю був Людвік Штадтмюллер (Ludwik Stadtmüller); в готелі розміщувались ресторан, цукерня, кімнати для сніданків, в літній час працювала відкрита тераса з концертами військової музики (вартість сніданку становила 60 Гелерів, обід — від 1.60 корони); вартість проживання становила від 1.80 до 7.70 корон. Станом на 1914 рік в готелі: відбувались концерти квартету Ганц і Боровскі (Ganz i Borowski); вартість проживання становила від 2.50 до 12.50 крон.

### 1890рік
1. Під колією (Під золотим ягнятком) — знаходився на вул. Кароля Людвіка 37 (сучасний пр. Свободи). Імовірно діяв станом на 1890 рік.[42]
2. Під львівсько-чернівецькою колією — знаходився на вул. Кароля Людвіка 39 (сучасний пр. Свободи). Імовірно діяв станом на 1890 рік.[42]
3. Корзо — знаходився на вул. Кароля Людвіка 41 (сучасний пр. Свободи). В готелі знаходилась однойменна кав'ярня. Імовірно діяв станом на 1890 рік.[42]
4. Готель (Хостел) Штадтмюллера / Hotel (Hotel garni) Stadtmüllera (з 1911 року імовірно народна назва — Під трьома неграми) — знаходився на вул. Краківській 9. Точно, принаймні з 1911 року, змінив статус на повноцінний готель Штадтмюллера / Hotel Stadtmüllera. Принаймні з 1890[43] по 1911 рік власником готелю був Людвік Штадтмюллер (Ludwik Stadtmüller); готель містив ресторан, пивну, бенкетну залу, винарню; вартість проживання становила від 1.40 до 4 крон.[11][12][13] В 1935 році офіційно згадується знову як готель Під трьома неграми.

### 1891рік
В газетах вперше згадується про:

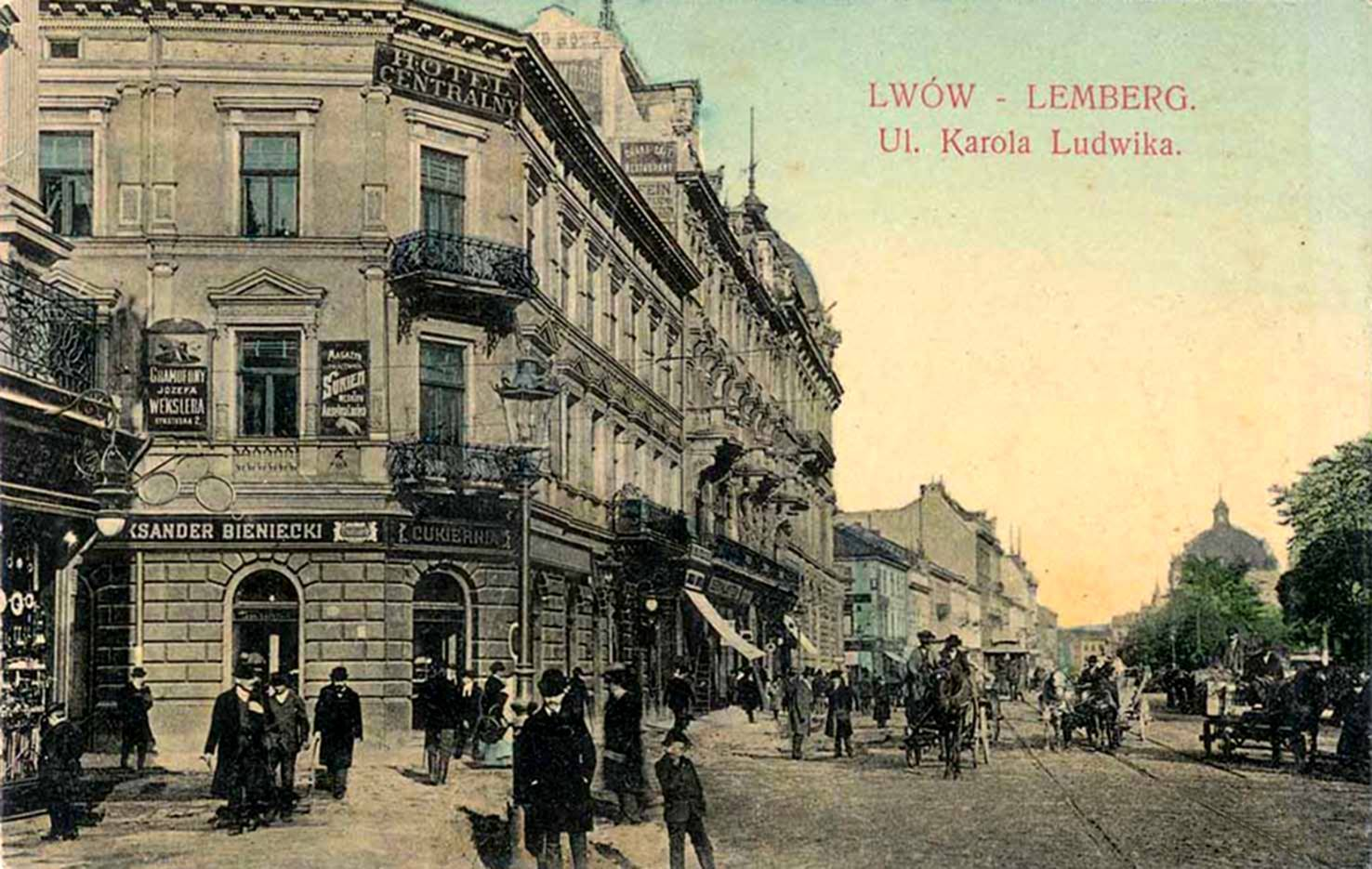
Готель Центральний

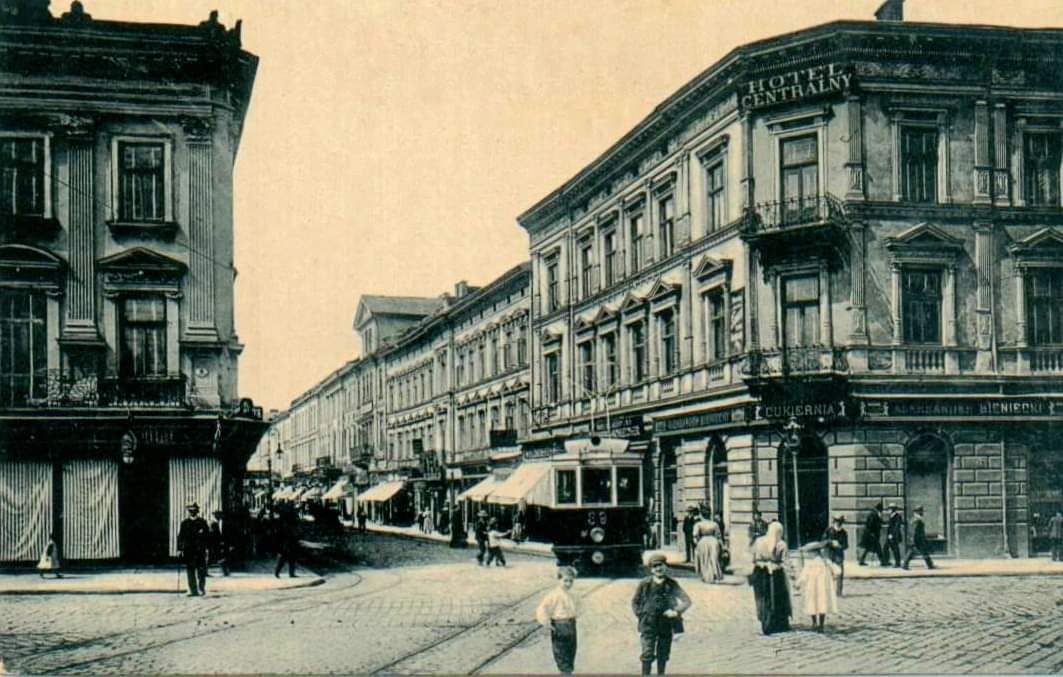
Готель Центральний

1. Готель Центральний / Hotel Centralny збудований у 1884 році за проектом Емануеля Галля (згодом, щонайменше з 1911 року, перейменований на готель Сіті / Hotel City) — знаходився на вул. Кароля Людвіка 11 і вул. Сикстуській 4 (сучасний пр. Свободи 11). Станом на 1911 рік готелі знаходились ресторан та кав'ярня; вартість проживання становила від 1.80 до 8.00 крон. Станом на 1914 рік: власник готелю — Рудольф Фабіан (Rudolf Fabian); вартість проживання становила від 3.00 до 12.00 крон. У 1910 році готель реконструйовано будівельною фірмою Е.Жиховича в англійському модерному стилі. Діяв принаймні до 1935 року.[44] Сьогодні в готелі працює ресторан сусіднього Гранд-готелю та хостел.
2. Готель Garni відкрився 1891 року на вул. Трибунальській (сучасна вул. Шевська 10), власником був Вільгельм Брейтмаєр (Wilhelm Breitmajer), іноді готель називали Брейтмаєра. Сама будівля готелю збудована дещо раніше — у 1786—1787 рр. майстром цеху будівничих Яковом Косинським для Юстини Гординської, жінки радника магістрату. При готелі знаходилась однойменна винарня. З часом перетворився в готель. Станом на 1894 рік називався під 3 Коронами (pod 3 Koronami). При готелі діяв ресторан. Фасад оздоблений класицистичними рельєфами авторства Гартмана Вітвера, а останній поверх, добудований приблизно у період із 1822 по 1826 роки, доповнений роботами Антона Шімзера. Діяв принаймні до 1935 року. За часів радянської окупації тут знаходився тир.[45]

### 1892рік
В газетах вперше згадується про:

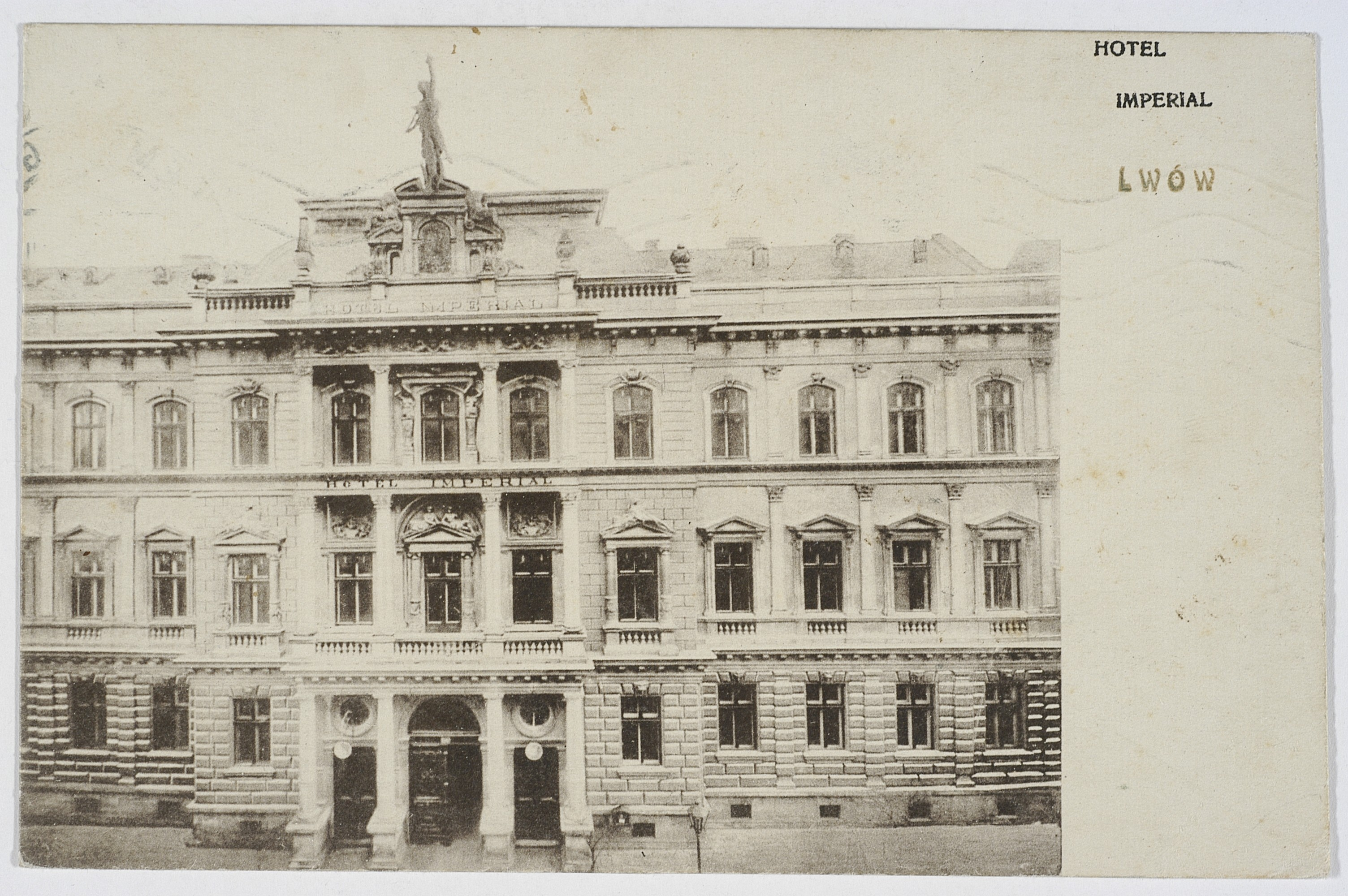
Готель Імперіал

Готель Імперіал / Hotel Imperial — знаходився на вул. Третього травня 3 (сучасна вул. Січових Стрільців 3). Станом на 1911 рік: готель був забезпечений електричним освітленням, ваннами (за окрему плату), ліфтом; відбувались концерти італійського квінтету; в готелі знаходився першорядний ресторан під управлінням Леона Богушєвіча (Leon Bogusiewicz), вартість обіду становила від 2 корон 80 гелерів. З 1914 року щоденно відбувався концерт квартету Ганц і Боровскі (Ganz i Borowski); вартість проживання становила від 3.50 до 12.50 крон. Готель діяв принаймні до 1935 року.

### 1893рік

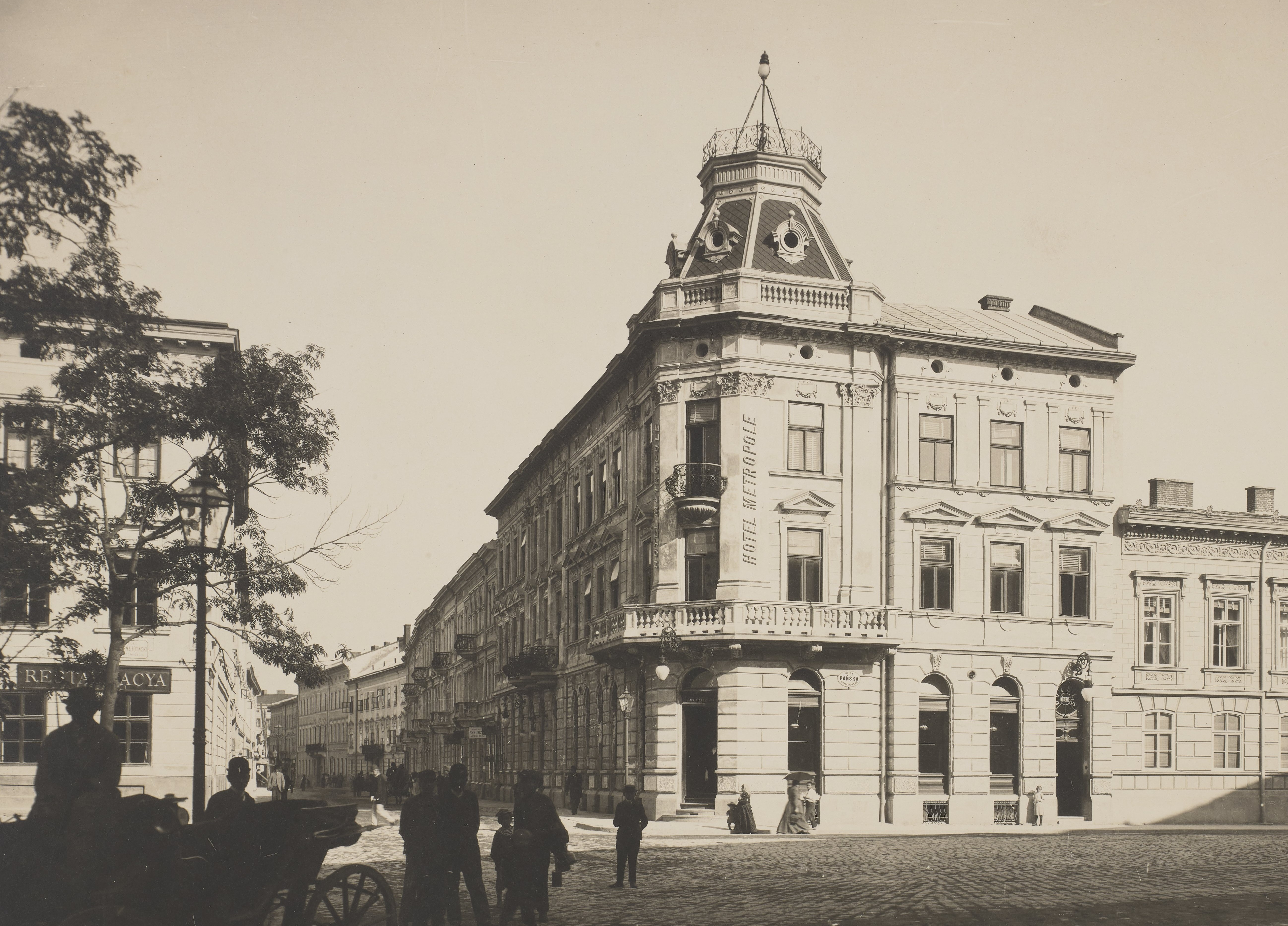
Готель Метрополь, 1894 рік

В газетах вперше згадується про Готель Метрополь / Hotel Metropole — знаходився на вул. Панській 1 (частина сучасної вул. Івана Франка). Готель був забезпечений електричним освітленням. Станом на 1911–1914 рік: в партері готелю знаходилась кав'ярня Брейтмаєра (Breitmayera); вартість проживання стабільно становила від 1.60 до 9.00 крон. В 1935 році зазначається, що адресою готелю була вул. Пекарська 2.

### 1894рік
У Львові знаходилось принаймні 14 готелів, які розділялись на 3 категорії:
готелі першорядні: готель Жорж, готель Європейський, готель Французький та згадані вперше:

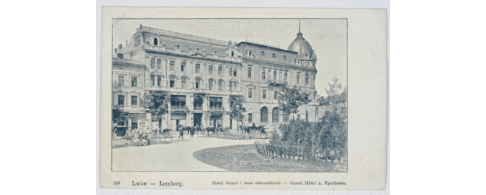
Гранд готель, 1906 рік

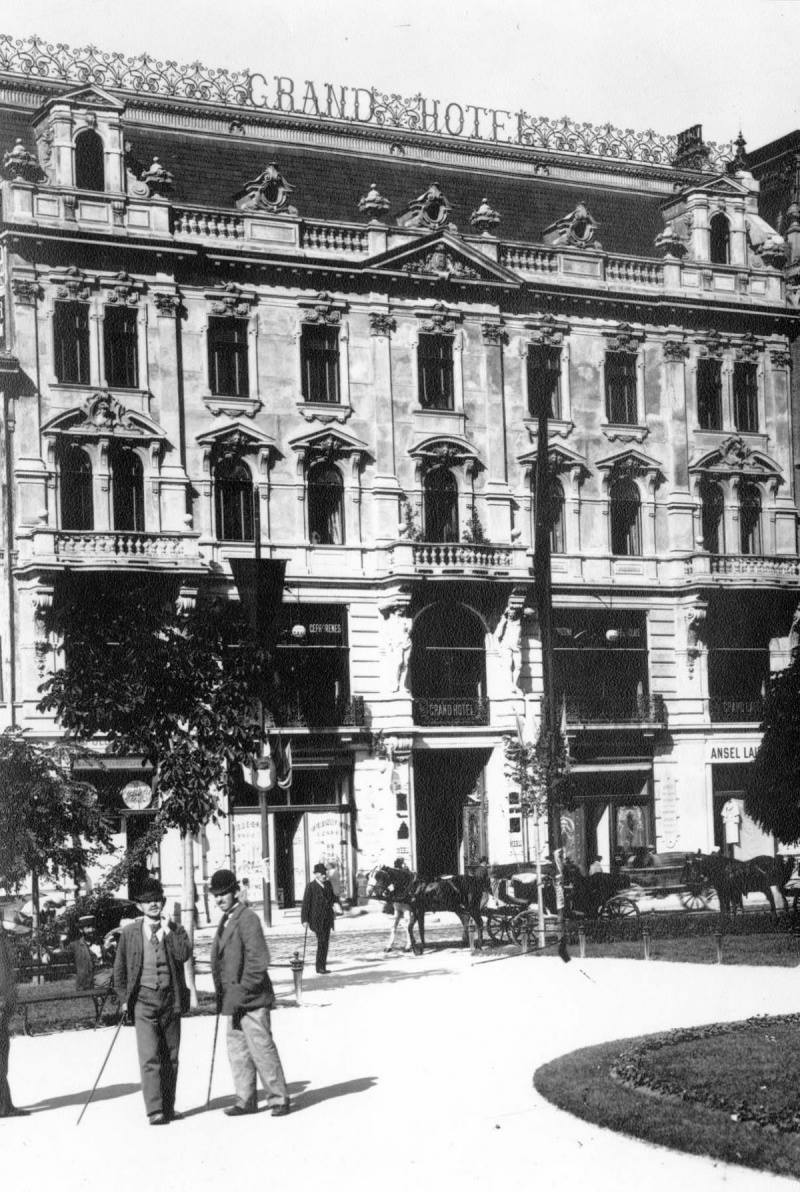
Гранд — Готель

1. Гранд Готель / Grand Hotel — знаходився на вул. Кароля Людвіка 13 (сучасний пр. Свободи 13), діючий станом на сьогодні. Збудований на місці будинку в якому діяла цукерня. Відкрився за деякими даними 1893 року (хоча найбільш імовірно почав роботу вже у 1894 році[49]) і був забезпечений електричним освітленням щонайменше з 1894 року. Станом на 1911 рік: в готелі знаходилась кав'ярня, ліфт на електроприводі. В період з 1911 по 1914 рік вартість проживання стабільно становила від 2.00 до 12.00 крон.

готелі другорядні: Готель Англійський, Готель Варшавський, Готель Краківський та згаданий вперше:
1. Готель Швейцарський / Hotel Szwajcarski — знаходився на вул. Баторого 20 (сучасна вул. Князя Романа), діючий станом на сьогодні. В путівниках Львова станом на 1935 рік згадується, що за вказаною адресою діяв готель Саскі / Saski (якщо це не опечатка тогочасних публікацій — це свідчить що готель тимчасово перейменовувався).

хостели (умебльовані кімнати) вартістю проживання від 60 ct. (імовірно мова йде про крейцери).
В газетах того часу, в силу проведення у Львові Галицької крайової виставки, описувалось про роботу Готелю виставки А, Готелю виставки В та Готелю виставки С.

### 1905рік
Готель Сан-Сусі /Hotel Sans-souci — відкрився 1905 року та знаходився на вул. Шайнохи 5 (сучасна вул. Банківська), поруч з одноіменним рестораном. Діяв щонайменше до 1933 року.

### 1911рік

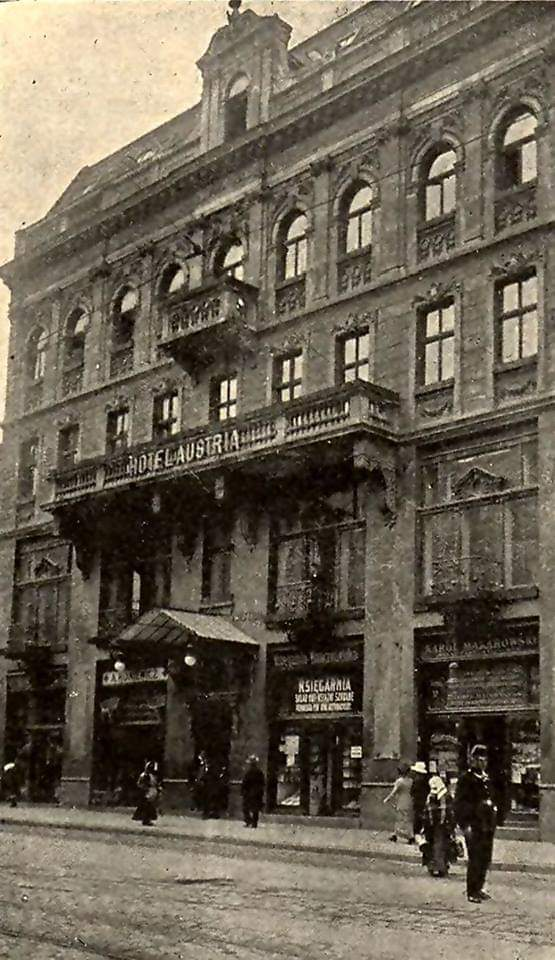
Готель Австрія, 1911 рік

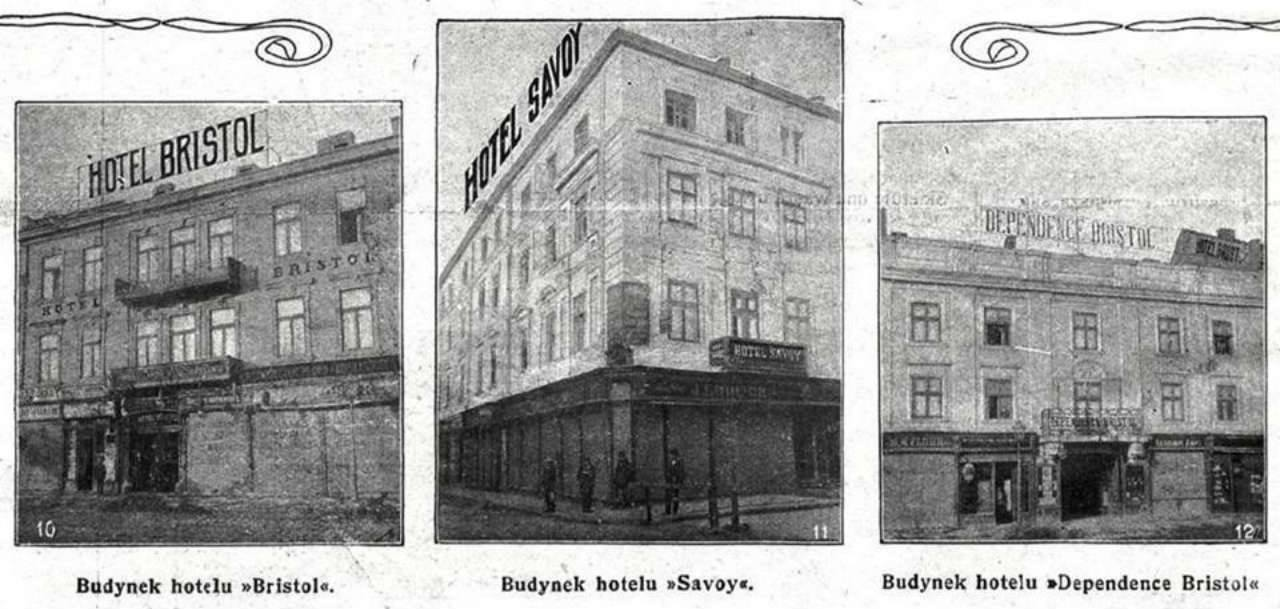
Готелі Савой, Брістоль та Депенденс Брістоль

За останніх часів Австро-Угорської імперії, у Львові кількість готелів збільшилась щонайменше до 17 (без врахування пансіонатів, яких було принаймні 6), зокрема:
готель Жорж, гранд Готель, готель Імперіал, готель Європейський, готель Французький, готель Метрополь, готель Вікторія, готель Сіті, готель Краківський, готель Штадтмюллера, готель Варшавський, готель Сан-Сусі, готель Брістоль та згадані вперше:
1. Готель Австрія / Hotel Austrya — знаходився на вул. Баторого 12 і 14 (сучасна вул. Князя Романа 12). Власником принаймні з 1911 по 1914 рік був Юліуш Кюхнер (Juliusz Kuhner).

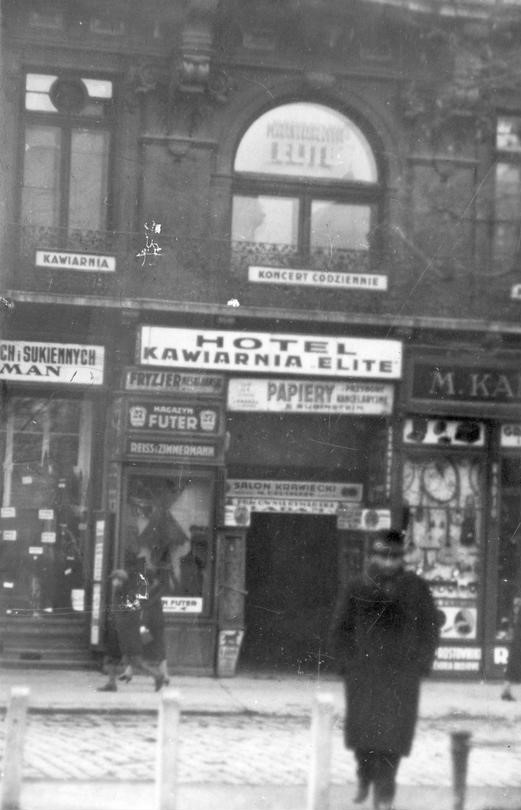
Вхід до готелю Еліт

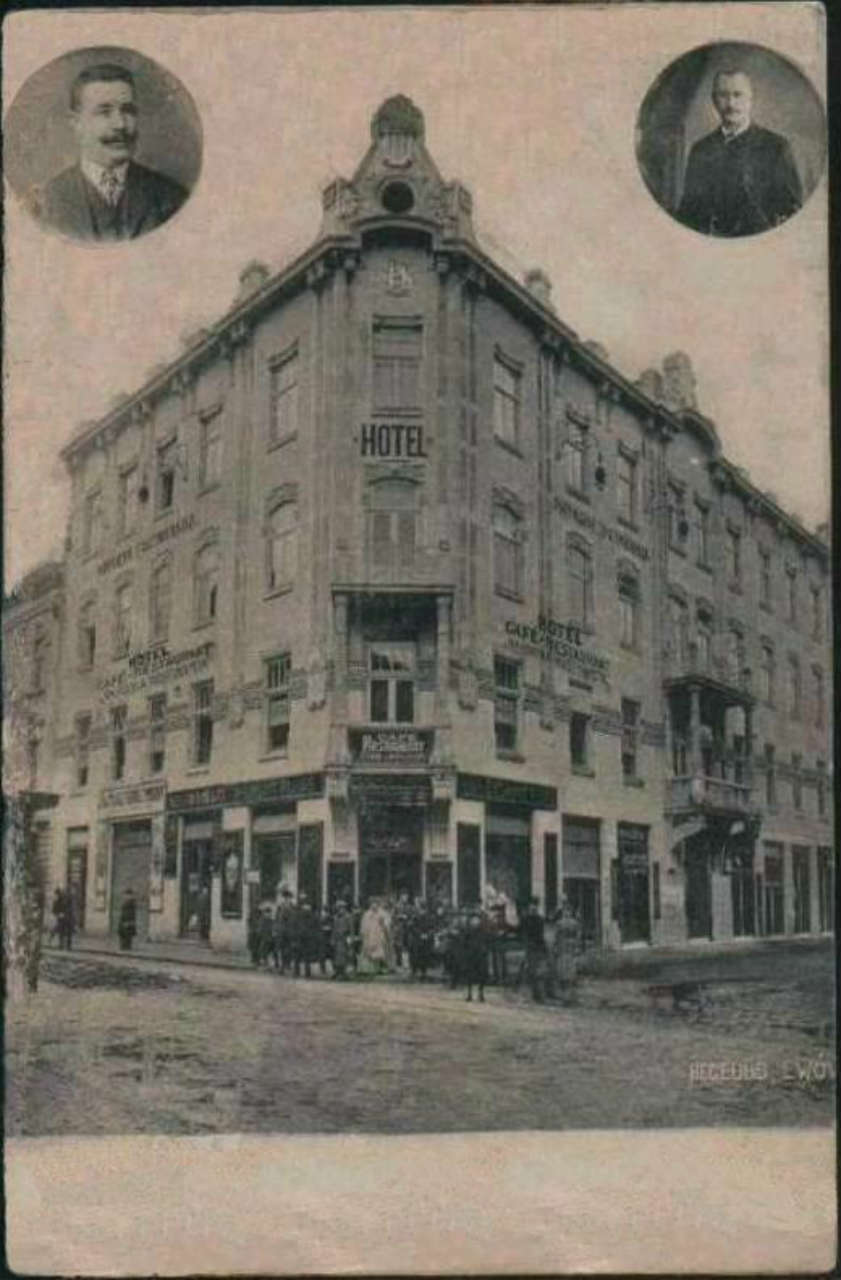
Народна гостинниця, 1907 рік

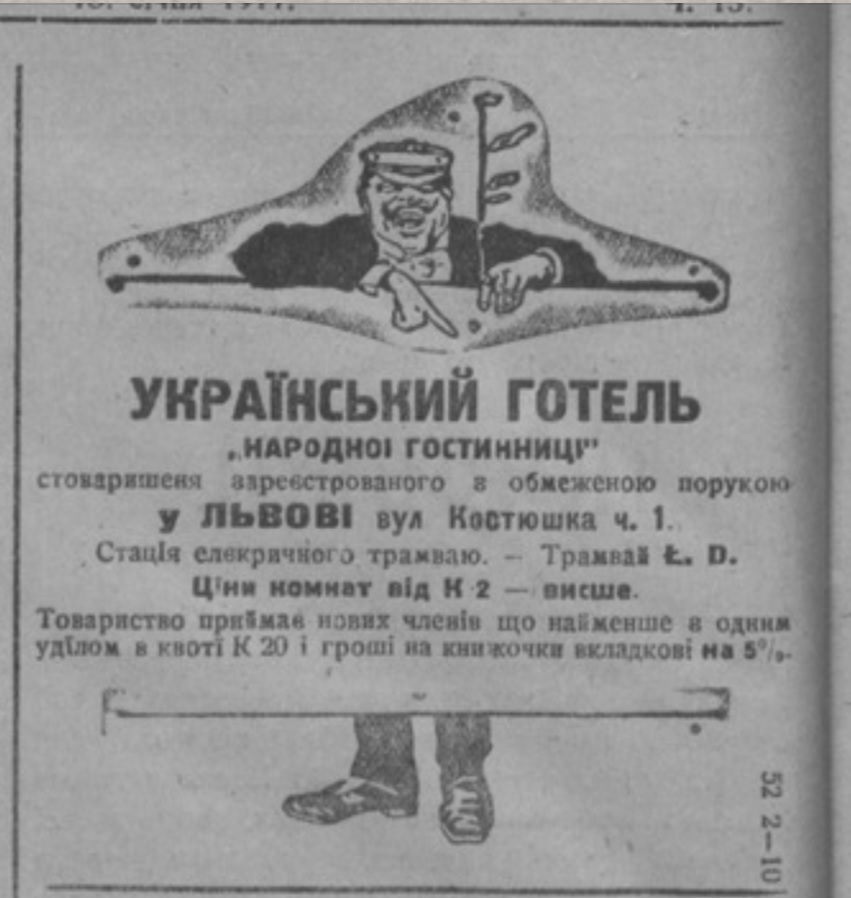
Оголошення готелю «Народна гостиниця» про залучення інвесторів, газета «Діло» (№ 13), 18.01.1917 р.

1. Готель Еліт / Hotel Elite — знаходився на вул. Красіцьких 18а (сучасна вул. Огієнка). В 1935 році згадується імовірно інший (однойменний) готель Еліт по вул. Легіонів 27 (сучасний пр. Свободи 27).
2. Готель Бельв'ю / Hotel Bellevue — знаходився на вул. Кароля Людвіка 27 (частина сучасного пр. Свободи). Готель був забезпечений електричним освітленням та ліфтом. В готелі знаходились одноіменні ресторан і кав'ярня. Вартість проживання з 1911 по 1914 роки стабільно становила від 2.40 до 6.00 крон.
3. Готель Савой / Hotel Savoy — знаходився на вул. Собєського 7 (сучасна вул. Братів Рогатинців). Діяв щонайменше до 1935 року.
4. Готель Нью-Йорк / Hotel New-Jork — знаходився на пл. Голуховських 3 (сучасна вул. Торгова). В інших джерелах вказується, що готель знаходився на сучасному пр. Свободи 45. Власником був Зигмунт Ценгут. Вже в 1930-х роках адресою готелю вказується вул. Легіонів 15 (сучасна не парна сторона пр. Свободи). З 1945 носив назву готель Дніпро. В 2000-х роках готель відбудовано за старими планами та названо готель Опера. Сьогодні діє під назвою готель Панорама.[13][21]
5. Народна Гостинниця / Narodna Hostynnycia — знаходилась на вул. Костюшка 1. Будинок готелю споруджено у стилі сецесії за проектом Тадея Обмінського. Архітектор поєднав елементи декоративної та раціональної сецесії з мавританськими мотивами у колонах балконів другого поверху. Балюстради балконів та аттику конструював український архітектор Філемон Левицький. На рівні другого поверху по периметру будівлі влаштовано фриз з позолоченою орнаментикою виноградної лози в іконостасному стилі. Коштувала ця будівля, включно з ділянкою, меблями та електричним ліфтом 200 тисяч австрійських крон. Готель, кав'ярню і ресторан відкрили у 1906 році, інтер'єр виконали у народному стилі. Народна Гостинниця одразу стає одним з небагатьох місць де гуртувалася українська інтелігенція. Готель був заснований як бізнесовий проект Василем Нагірним, який писав про це так:|  | ”У 1899 р. засновано за моєю ініціативою товариство з обмеженою порукою під фірмою ”Народна Гостинниця“. Цим товариством задумав я осягнути таку ціль: 1) дати нашій молоді спромогу вивчитися готельного промислу, каварняного і шинкарського; 2) створити інституцію, що дбала б за ширення замилування до ведення готельного промислу, шинкарського і каварняного… “. |Ціни проживання були різними: від 0,6 до 10 крон за добу, загалом це було досить помірно. Однак кав'ярня і ресторан в готелі вважалися дорогими, з прицілом на заможну публіку (зокрема послів Галицького сейму, що містився неподалік). В 1918 році члени Центрального Військового комітету Д. Вітовський, К. Левицький та інші планували Листопадовий чин. У міжвоєнний час кав'ярня, яка діяла в готелі перейшла в оренду до спілки «Парнес і Ціммерман». Нові власники назвали кав'ярню «Republique». У приміщенні готелю також діяв офіс і крамниця «Маслосоюзу» (найуспішнішого українського кооперативу в Галичині). В свій час у цій будівлі працювали також молочарня Лукавецької, філателія Дубенського, перукарня Пастернака та крамниця з продажу яєць Каца. Діяла щонайменше до 1939 року. Готель продовжував свою роботу і з початком радянської окупації. Сьогодні в будівлі знаходиться Західна регіональна митниця.[51][52]

До пансіонатів належали:
1. Пансіонат Вишуканий / Pension Exquisite — знаходився на вул. Сикстуській 23 (сучасна вул. Дорошенка). Власником була Євгенія Кальварійська (Eugenia Kalwaryjska). Вартість номера з постіллю, обслуговуванням становила від 6 до 10 крон в залежності від площі (електричне освітлення тарифікувалось додатково). Вартість користування ванною — 1 крона. Обіди «table d'hote», послуга з принесення обідів до номера — 20 гелерів на день. Мінімальний строк проживання — 8 днів (в період проведення в місті різних з'їздів — 2 дні).
2. Пансіонат Затишшя / Pension Zacisze — знаходився на вул. Зиблікевича 44 (частина сучасної вул. Івана Франка). Власником була Міхайлина Добровольська (Michalina Dobrowolska). Вартість номера з постіллю, обслуговуванням, холодною ванною та електричним освітленням становила від 6 до 7 крон. Вартість користування теплою ванною — 1 крона. Подавались обіди за окрему плату. Мінімільний термін перебування не регламентувався.
3. Пансіонат Гоплана / Pension Goplana — знаходився на вул. А. Бельовського 5 (сучасна вул. Ковжуна). Власником була Вікторія Камінська (Wiktorya Kaminska) з сестрою. Вартість номера з постіллю, обслуговуванням та електричним освітленням становила від 6 до 10 крон. Мінімальний термін перебування не регламентувався.
4. Пансіонат Литовка / Pensyonat Litwinka — знаходився на перетині пл. Академічної (сучасна пр. Шевченка) та вул. Фредра 9. Власником була пані Бухбіндерова (Buchbinderowa). Послуги: електричне освітлення, домашня кухня, ванни.
5. Пансіонат Варшавянка / Pensyonat Warszawianka — знаходився на вул. Пекарській 5.
6. Пансіонат Милий / Pension Mignon — знаходився на вул. Коперніка 19.[12][13]

### 1914рік

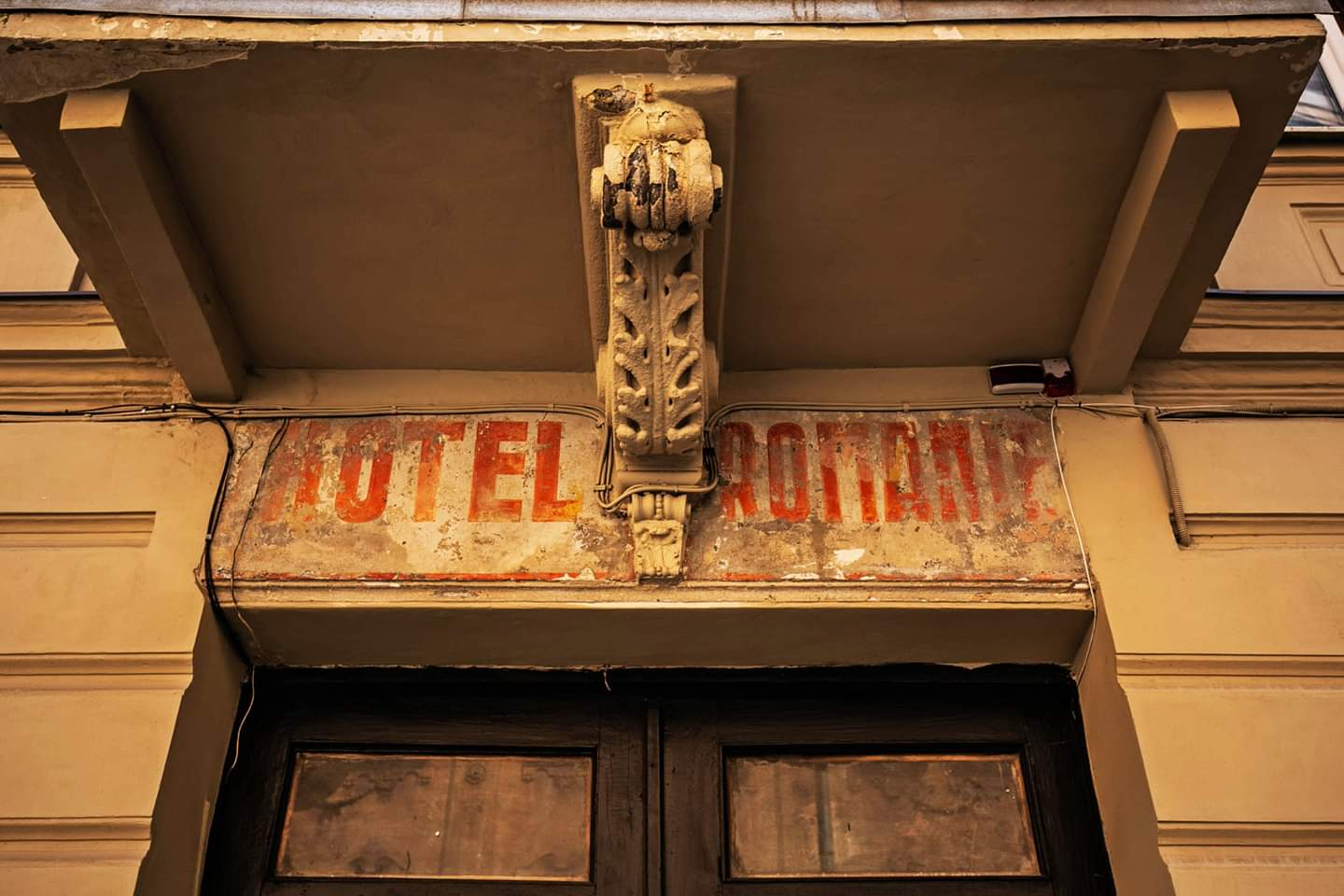
Готель Романія

В той час у Львові було принаймні 18 готелів (без врахування пансіонатів).

### 1935рік
В цей період часу в путівниках Львова описуються раніше діючі готелі (Англійський, Брістоль, Сіті, Еліт, Європейський, Жорж, Гранд-готель, Імперіал, Краківський, Метрополь, Народна Гостинниця, Нью-Йорк, Сан-Сусі, Саскі, Савой, Під 3 Коронами, Під трьома неграми, Варшавський, Подільський) та згадані вперше:

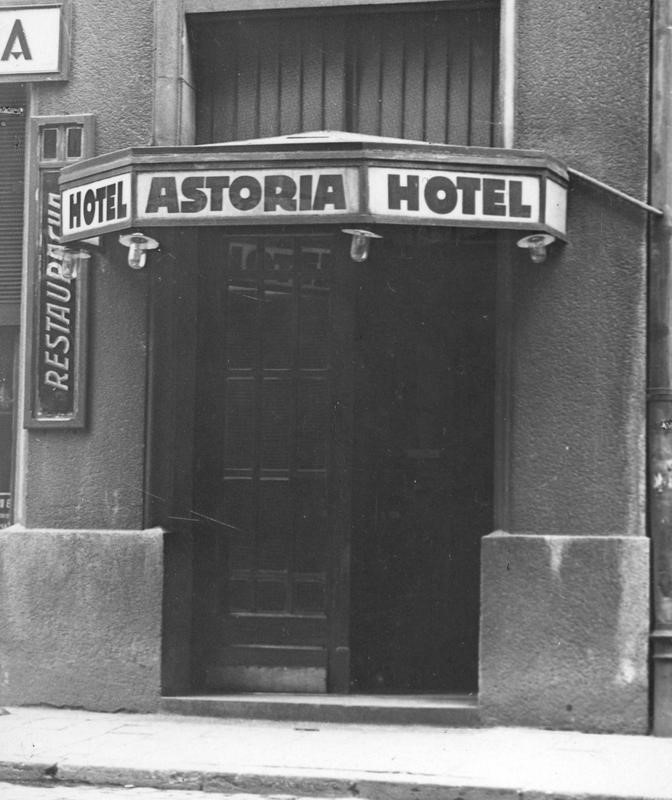
Вхід до готелю Асторія

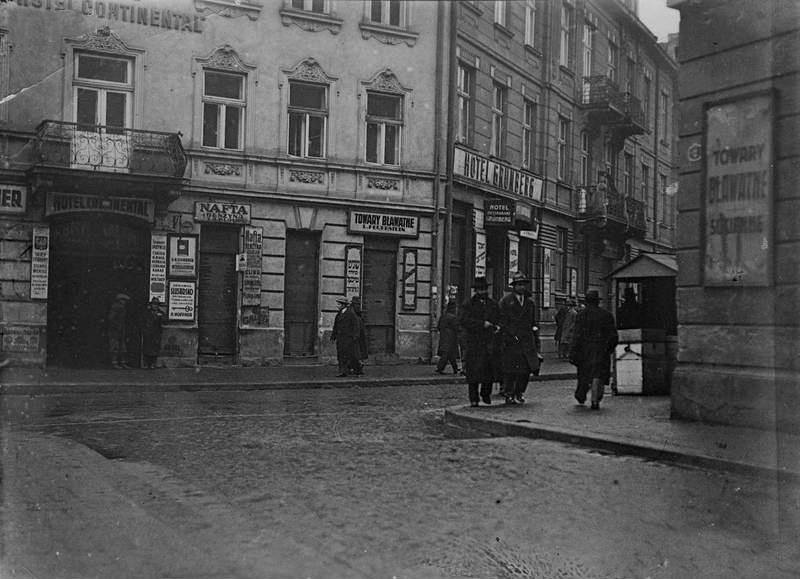
Готелі Континенталь та Грюнберг

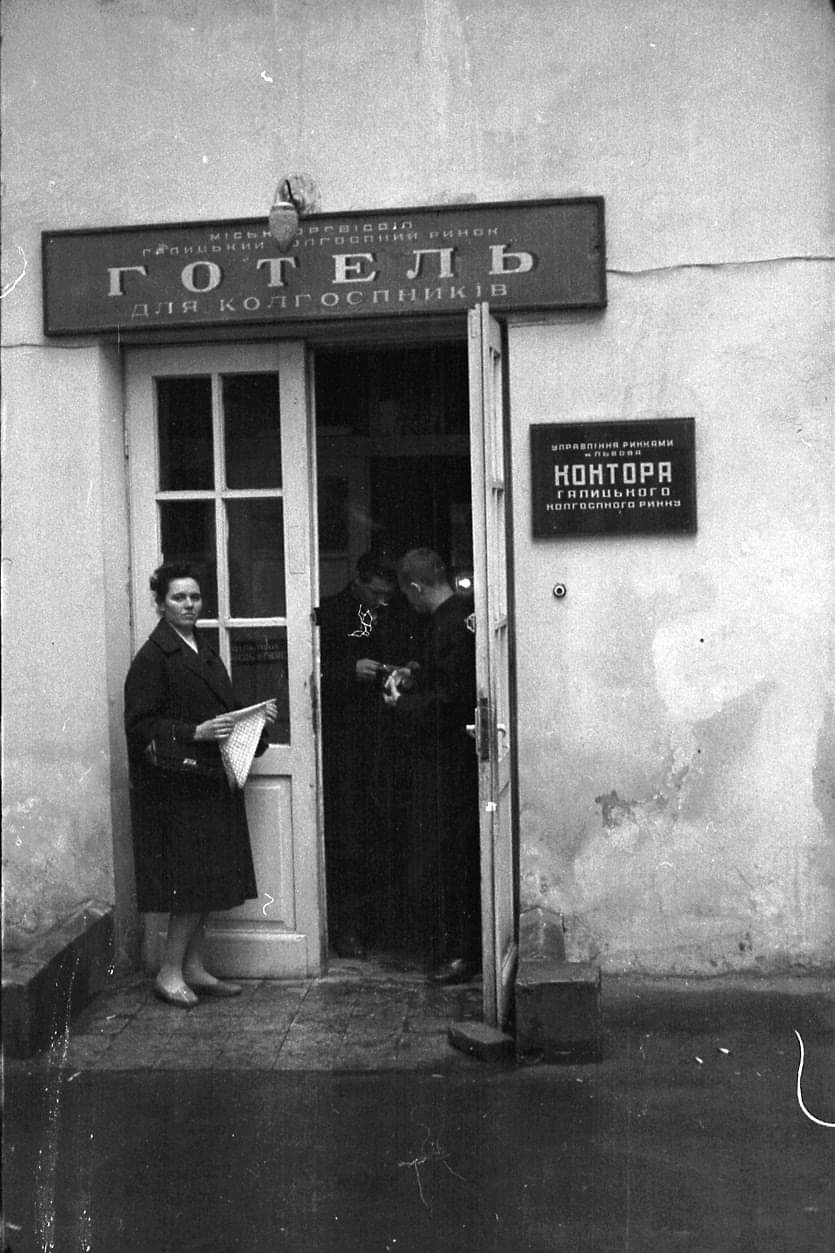
Готель для колгоспників, 1964 рік

1. Готель Американський / Amerykanski, знаходився на вул. Станіслава 3 (сучасна вул. Тиктора).
2. Готель Асторія / Astoria, знаходився на вул. Казимира Великого 15 (сучасна вул. Городоцька 15), діючий станом на сьогодні.
3. Готель Бельведер / Belweder, знаходився на вул. Рейтана 3 (сучасна вул. Леся Курбаса).
4. Готель Континенталь / Continental, знаходився на вул. Різницькій 7 (сучасна вул. Наливайка 7).
5. Готель Монополія / Monopol, знаходився на вул. Легіонів 25 (сучасна не парна сторона пр. Свободи).
6. Готель Полонія / Polonia, знаходився на вул. Різницькій 6 (сучасна вул. Наливайка).
7. Готель Реуніон / Reunion, знаходився на вул. Рутовського 26 (сучасна вул. Театральна).
8. Готель Роял / Royal, знаходився на пл. Бернардинській 14 (сучасна вул. Архівна).
9. Готель Венеціанський/ Wenecki, знаходився на вул. Рейтана 7 (сучасна вул. Леся Курбаса).
10. Готель Зіппер / Zipper, знаходився на вул. Рейтана 9 (сучасна вул. Леся Курбаса).

## 2012 рік (Чемпіонат Євро-2012)
Відповідно до вимог УЄФА, до футбольного чемпіонату Львів повинен надати 1315 номерів у готелях рівня 5 зірок, 1020 — рівня 4 зірок і 2740 номерів — у 3-зіркових готелях (всього — 5075). Також 21 700 місць місто має намір надати в відреконструйованих і переобладнаних гуртожитках.
Станом на 21 квітня 2011 року, компанія TUI Travel, яка є офіційним туроператором УЄФА, законтрактувала у Львові 2896 номерів, що становить 57 % від запланованого УЄФА.

## Характеристика галузі
На 2019 рік у Львові нараховується принаймні 5 п'ятизіркових готелів — Bank Hotel, Nobilis Hotel, Леополіс Готель, Grand Hotel та Citadel Inn. Саме Citadel Inn був першим п'ятизірковим готелем у Львові та отримав сертифікацію в серпні 2012 року.
Щодо 4-х зіркових готелів, то станом на січень 2019 року у Львові працює 18 таких готелів. Найвідоміші з них: Готель Швейцарський, Taurus Hotel & SPA, PANORAMA Lviv Hotel, Готель Шопен, Sunny Hotel, Атлас Делюкс Готель, Premier Hotel Dnister, Бутік Готель Еней, Astoria Hotel, Conference Hotel Suputnyk, Reikartz, Бухта Вікінгів.
До тризіркових готелів (яких у Львові нараховується понад 32 станом на 2019 рік) відносять: Готель Жорж, Готель Львів, Замок Лева, Євроготель, Jam Hotel, Danylo Inn, On The Square Guesthouse, Hotel Plazma, Nota Bene Hotel, Modern Art Hotel, Chaplin, Leotel, Готель Соната, Hotel 39, Nota Bene Loft та інші.

### Особливості готельного ринку Львова
1. Високий туристичний потенціал
2. Мало придатних готельних ділянок в історичному середовищі (обмеження по забудові у зв'язку із охоронною зоною ЮНЕСКО)
3. Відсутні міжнародні готельні оператори чи бренди
4. Середня тривалість перебування — 2,6 доби (2006), (2,1 у 2000).
5. Велика кількість хостелів середнього європейського стандарту.
6. Велика кількість подобових апартаментів високого європейського стандарту.

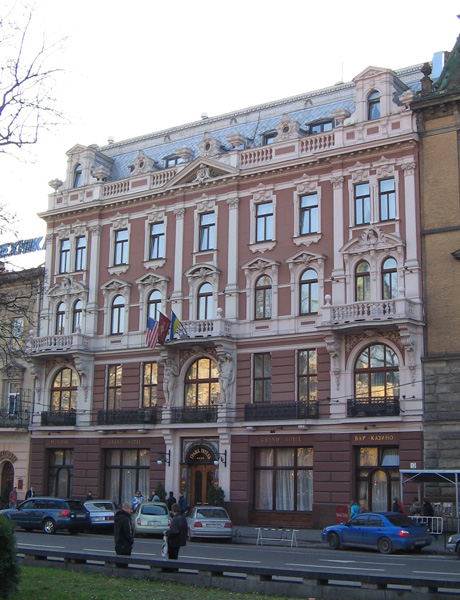
Гранд-Готель
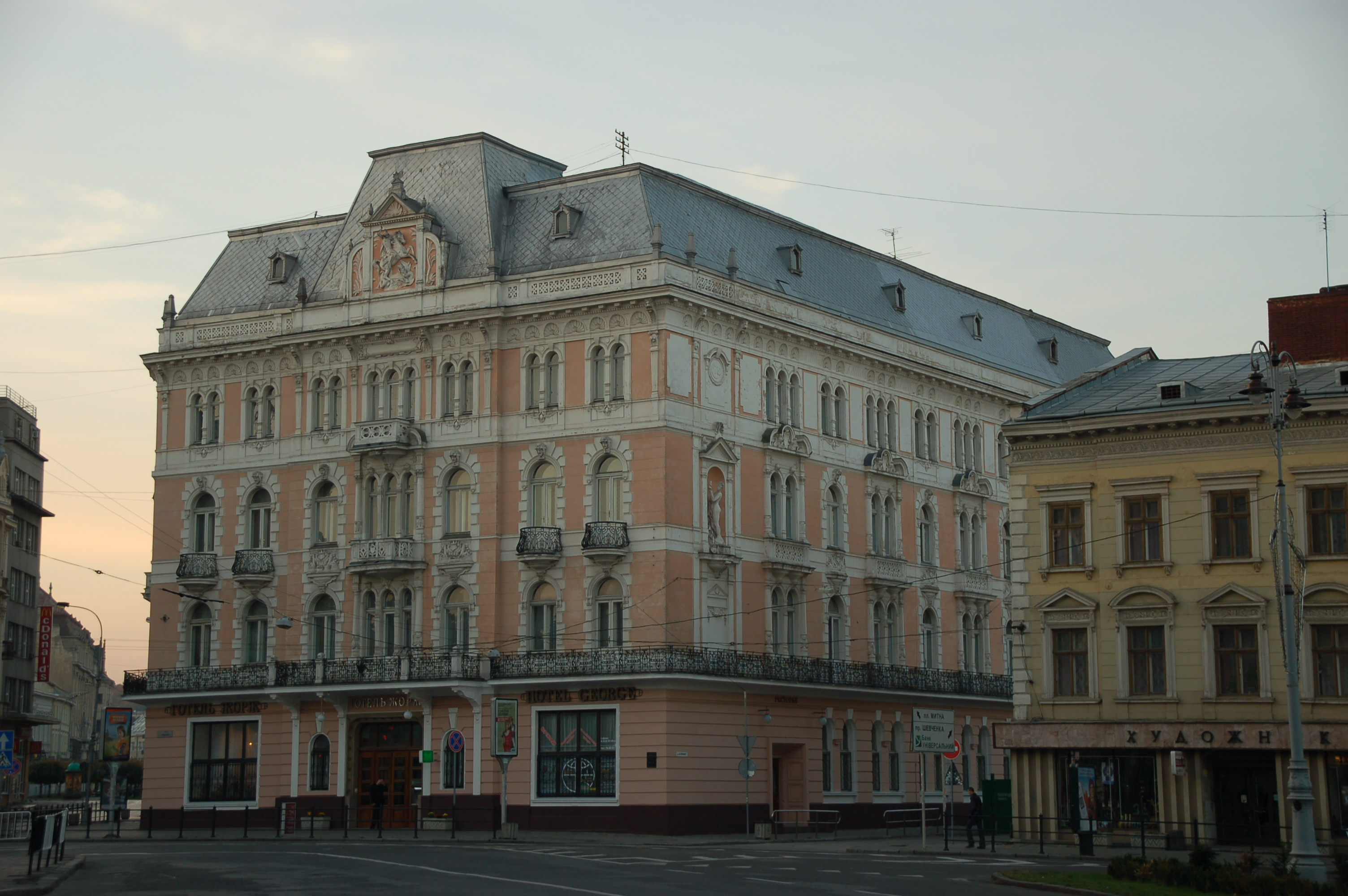
«Жорж»
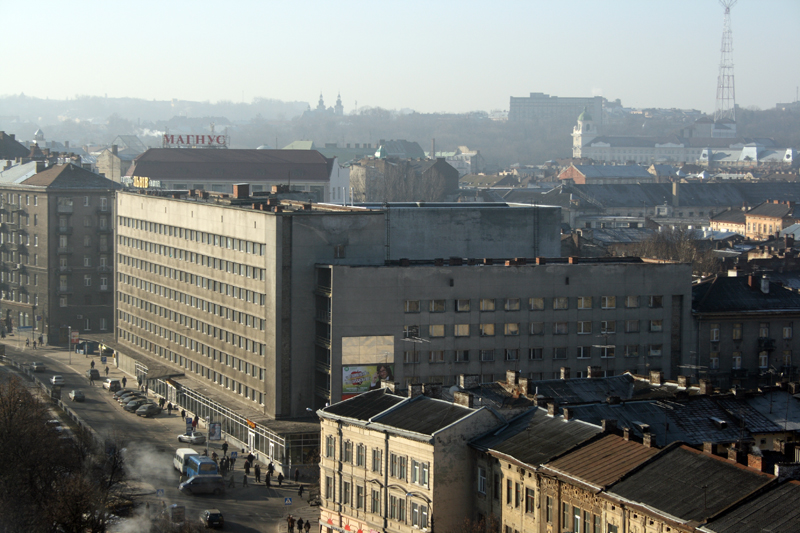
«Львів»
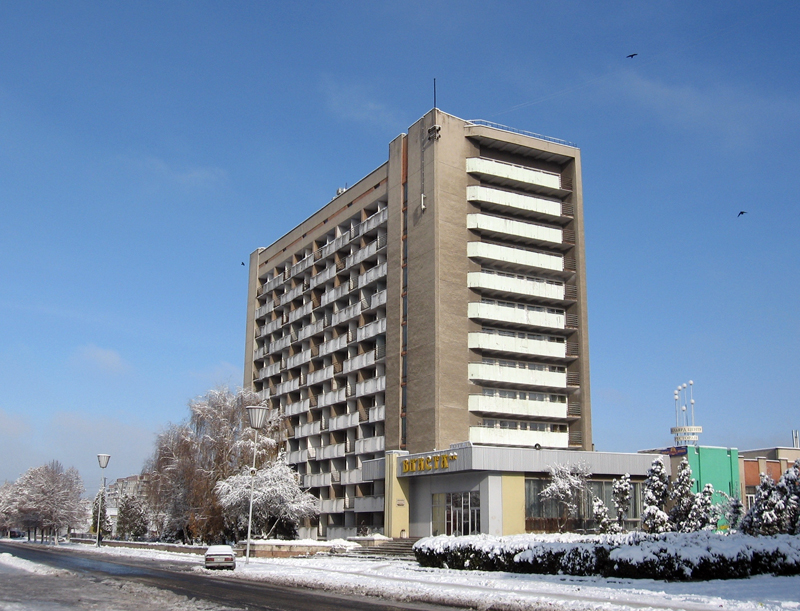
«Власта»
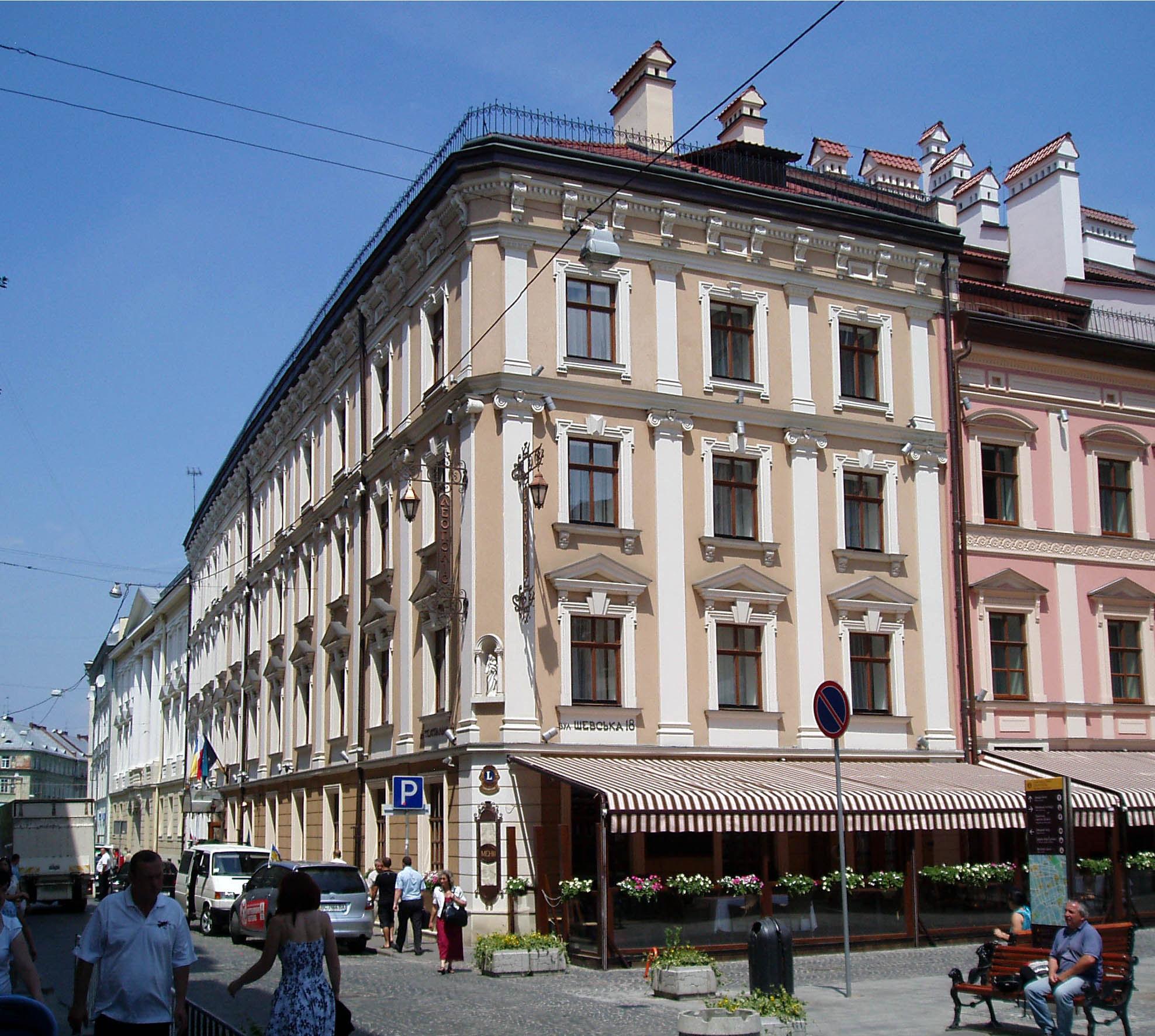
«Леополіс»
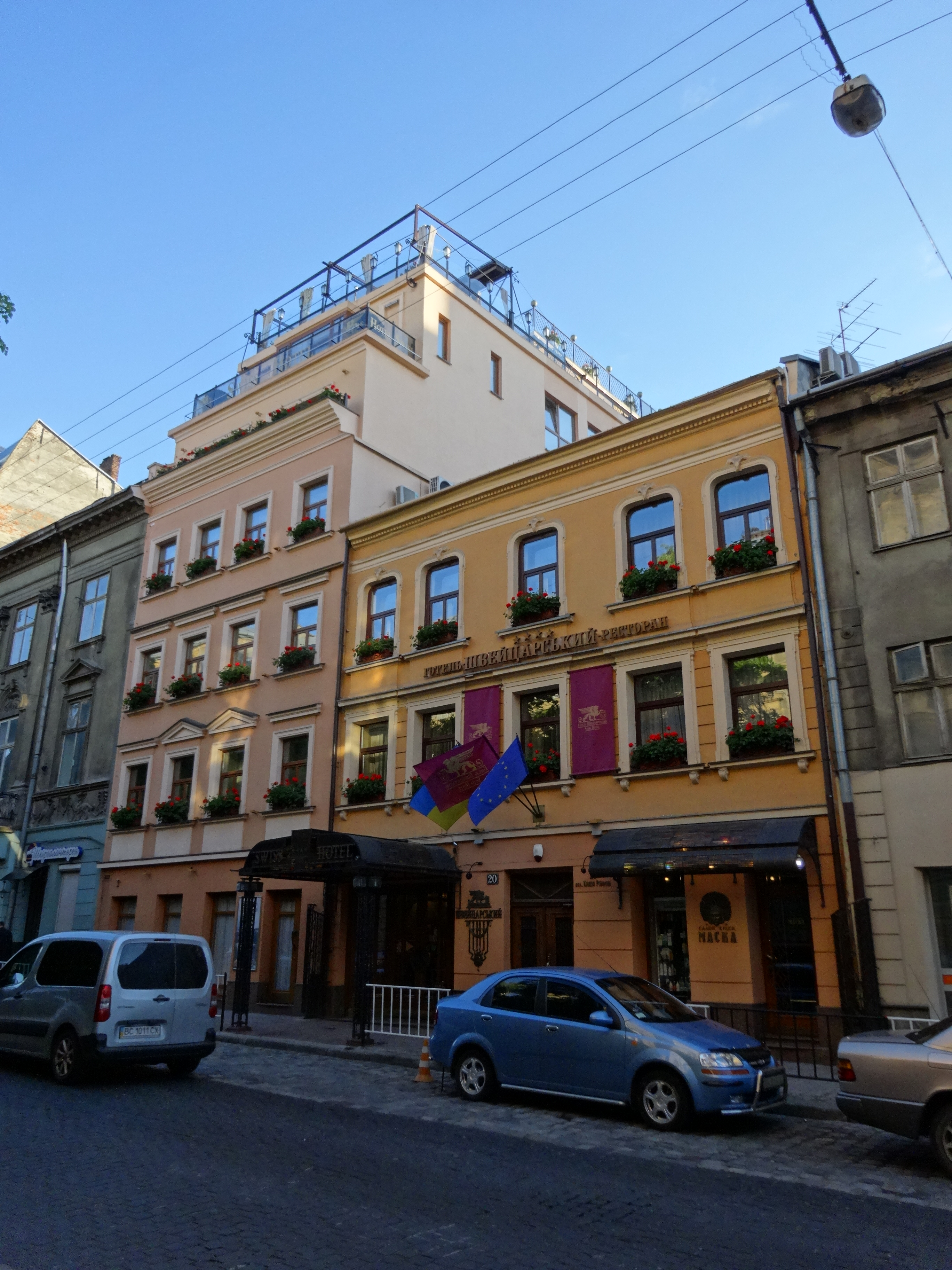
«Швейцарський»